# Gruppo di monumenti presso Mahabalipuram
Il gruppo di monumenti presso Mahabalipuram è un insieme di architetture religiose del VII e VIII secolo nella località turistica costiera di Mahabalipuram, nello stato di Tamil Nadu, in India. È un sito patrimonio dell'umanità dell'UNESCO e si trova sulla Costa del Coromandel del Golfo del Bengala, a circa 60 km a sud di Chennai.
Il sito presenta 40 antichi monumenti e templi indù, incluso uno dei più grandi rilievi rupestri all'aperto del mondo: la Discesa del Gange o la Penitenza di Arjuna. Il gruppo contiene diverse categorie di edifici: templi ratha con carri processionali monolitici, costruiti tra il 630 e il 668, mandapa vihara (templi rupestri) con narrazioni tratte dalle iscrizioni Mahabharata e Shaivi, Shakti e Vaishna in numerose lingue e scritture indiane, rilievi rupestri (in particolare bassorilievi) templi in pietra costruiti tra il 695 e il 722 e scavi archeologici risalenti al VI secolo e precedenti.
I monumenti furono costruiti dalla dinastia Pallava. Conosciuti come le "Sette Pagode" in molte pubblicazioni dell'era coloniale, sono anche chiamati templi di Mamallapuram o templi di Mahabalipuram nella letteratura contemporanea. Il sito, restaurato, dopo il 1960, è gestito dall'Archaeological Survey of India.

## Posizione e nomenclatura
I templi di Mahabalipuram si trovano nello stato indiano sudorientale del Tamil Nadu. Sono raggiungibili dalle strade statali 49 e 49A. L'aeroporto più vicino è quello di Chennai (codice aeroporto IATA MAA). La città è collegata al resto dell'India tramite una rete ferroviaria.
Mahabalipuram è conosciuta con diversi nomi, tra cui Mamallapuram (Mamalla significa "grande lottatore" e si riferisce al re del VII secolo Narasimha Varman I). Altri nomi trovati nei testi storici comprendono Mamallapattana, Mavalipuram, Mavalivaram, Mavellipore, Mauvellipooram e Mahabalipur, che si riferiscono tutti a "grande città del lottatore" o "città di Mahabali". Quest'ultimo epiteto è legato al mitico Mahabali, il re demone sconfitto dal nano Vamana (un avatar di Vishnu). Secondo Nagaswamy, il nome deriva dalla parola tamil mallal (prosperità) e riflette il suo essere un antico centro economico dell'India meridionale e del sud-est asiatico. Questa teoria è parzialmente supportata da un testo Tamil dell'VIII secolo del poeta del primo movimento Bhakti, Thirumangai Alvar, dove Mamallapuram è chiamata "Kadal Mallai".
La città era conosciuta come "Sette Pagode" dai marinai europei che sbarcavano sulla costa dopo aver visto le torri di sette templi indù. Le iscrizioni del VII secolo la indicano come "Mamallapuram" o varianti simili; "Mahabalipuram" appare solo dopo il XVI secolo e (con le sette pagode) è stata utilizzata nella letteratura dell'era coloniale. Il governo del Tamil Nadu adottò Mamallapuram come nome ufficiale del sito e della cittadina nel 1957 e nel 1964 dichiarò i monumenti e la regione costiera una zona turistica speciale e un luogo di cura.

## Storia

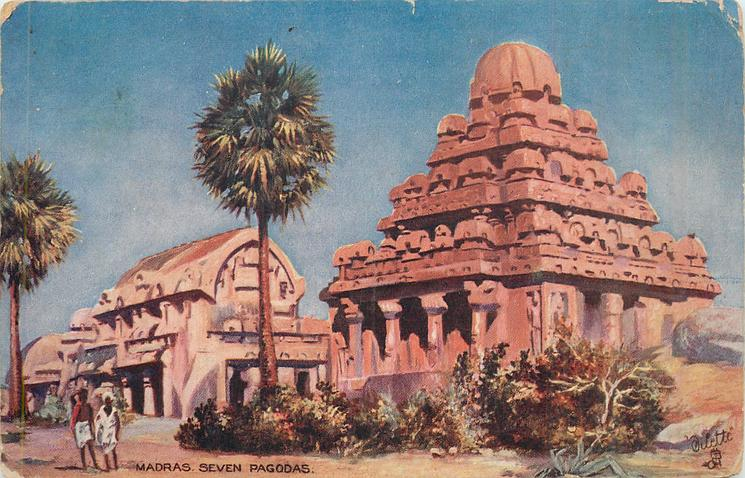
Cartolina pubblicitaria del 1911 con una porzione delle Sette Pagode

Sebbene la storia antica di Mahabalipuram non sia chiara, le prove numismatiche ed epigrafiche e i suoi templi suggeriscono che fosse un luogo significativo già prima della costruzione dei monumenti. Si dice che fosse il porto di Sopatma menzionato nel Periplus Maris Erythraei di Tolomeo o il porto di Melange nel suo Geografia del II secolo. Un'altra teoria ipotizza che il porto di Nirppeyarvu, menzionato nel Perumpanarrupadai dalla fine del XIX all'inizio del XX secolo, possa essere stato Mahabalipuram o Kanchipuram.
Nel suo Avantisundari Katha, lo studioso di sanscrito del VII-VIII secolo Daṇḍin (che viveva nel Tamil Nadu ed era legato alla corte Pallava) elogiava gli artisti per la riparazione di una scultura di Vishnu a Mamallapuram. Tuttavia, la paternità di Daṇḍin su questo testo è controversa. Il testo sanscrito medievale menziona i monumenti di Mamallapuram, come un'antica tradizione di riparazioni e il significato del Vaishnavismo.

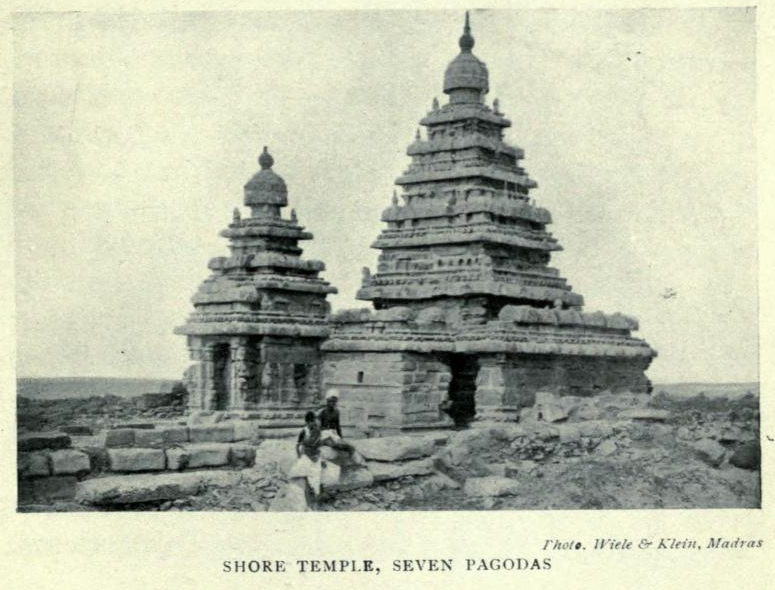
1921, foto del Tempio della spiaggia

Quando Marco Polo (1271-1295) arrivò in India sulla via del ritorno verso Venezia, dal sud-est asiatico, menzionò (ma non visitò) le "Sette Pagode" e il nome fu associato ai templi costieri di Mahabalipuram nelle pubblicazioni dei mercanti europei dei secoli successivi. Apparve nell'Atlante catalano del 1375 di Abraham Cresques come "Setemelti" e "Santhome", una mappa rozza dell'Asia ma accurata nelle posizioni relative dei due porti; il primo è Mamallapuram e il secondo Mylapore. Nel 1582 il viaggiatore veneziano Gasparo Balbi menzionò le "Sette Pagode" e le "Graziose colline", che Nagaswamy suggerì si riferissero ai monumenti. Secondo Schalk, Balbi le chiamò le "Sette Pagode della Cina" (una reinterpretazione della lettura di Henry Yule di Balbi che lo considerava inaffidabile, seguita da una correzione selettiva che probabilmente significava Mamallapuram).
Poiché ora ci sono meno di sette torri, il nome ha ispirato speculazioni e discussioni. Lo tsunami del dicembre 2004 ha esposto brevemente il lungomare vicino a Saluvankuppam (ora a nord di Mahabalipuram), rivelando iscrizioni e strutture. Badrinarayanan ha affermato, in un rapporto della BBC, che risalgono al IX secolo e potrebbero essere stati distrutti da uno tsunami del XIII secolo. Il recente tsunami ha anche rivelato grandi strutture sul fondo del mare a circa un chilometro al largo, che gli archeologi ipotizzano possano appartenere all'antica Mahabalipuram. Secondo un articolo di Science, lo tsunami ha esposto rocce con una "testa di elefante e un cavallo rampante finemente scolpiti", "una piccola nicchia con una statua di una divinità e un'altra roccia con un leone sdraiato" e altre iconografie religiose indù . Archeologi marini e squadre di immersioni subacquee hanno esplorato un sito a est del Tempio della spiaggia, uno dei monumenti raggiunti dallo tsunami del 2004. Ciò ha rivelato rovine di mura crollate, un gran numero di blocchi rettangolari e altre strutture parallele alla riva e i quaranta monumenti sopravvissuti.

### Rapporti moderni
Il sito fu menzionato da marinai e mercanti europei, che aprirono la strada al commercio con l'Asia dopo il XVI secolo. I primi resoconti, come quelli di Niccolao Manucci (che non visitò mai il sito, ma vide i monumenti da lontano o ne sentì parlare) confondevano i disegni delle pagode buddiste cinesi e birmane con i templi indù e presumevano che i templi fossero stati costruiti dai cinesi. Secondo il "New Account of the East Indies", di Anthony Hamilton del 1727, il sito era un centro di pellegrinaggio e la sua scultura esterna era "oscena" come uno spettacolo al Drury Lane. Lo scrittore francese Pierre Sonnerat fu critico nei confronti del razzismo europeo nei confronti degli indiani e teorizzava che i templi di Mahabalipuram fossero molto antichi.
L'indagine letteraria di William Chambers, del 1788, su Mahabalipuram portò i monumenti all'attenzione degli studiosi europei. Chambers intervistò i residenti locali e collegò l'arte monumentale ai testi indù, definendola straordinaria ed espressiva nei dettagli narrativi. Una serie di studi del XIX secolo, come quelli di Benjamin Babington e William Elliot, contenevano schizzi dei monumenti e impressioni sulle iscrizioni. Alcune storie e speculazioni nella letteratura occidentale, tuttavia, continuarono a essere insolite. Nel 1809 Francis Wilford suggerì che i monumenti erano stati costruiti nel 450 a.C., collegandoli agli scritti di Cicerone sugli indiani che potrebbero aver costruito tre antiche città templari indiane (inclusa Mahabalipuram).

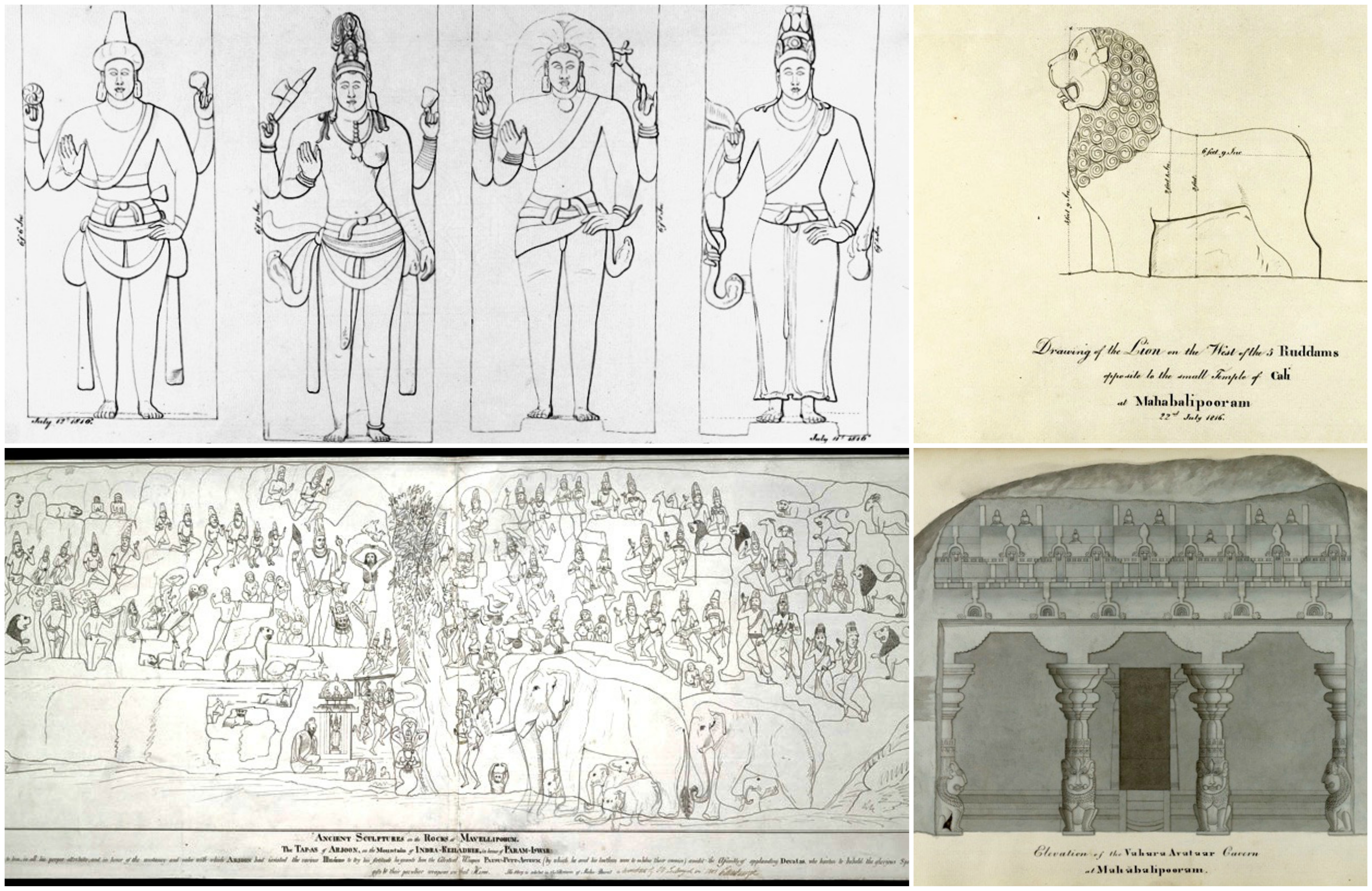
Schizzi del XIX secolo di divinità indù (in senso orario) in un mandala, una statua di leone, l'ingresso di un tempio in una grotta e un rilievo nella roccia

Rapporti del XIX secolo riportano menzioni locali di "cime dorate di molte pagode" emergenti dalle onde all'alba, di cui parlavano gli anziani ma che non potevano più essere viste. Tra la fine del XIX e l'inizio del XX secolo, il sito di Mahabalipuram fu al centro di guide turistiche e speculazioni dell'era coloniale. Molti monumenti vennero ricoperti di sabbia e poco fu fatto per preservare il sito. Dopo l'indipendenza dell'India, il governo del Tamil Nadu sviluppò i monumenti di Mamallapuram e la regione costiera come sito archeologico, turistico e di pellegrinaggio migliorando la rete stradale e le infrastrutture cittadine. Nel 1984 il sito è stato dichiarato patrimonio dell'umanità dall'UNESCO.
Il complesso è oggetto di interesse archeologico dal 1990 e gli scavi hanno portato a scoperte inaspettate. Secondo John Marr, il sito ha restituito "un serbatoio a forma absidale, la sua estremità curva è allineata a sud verso la porzione centrale del Tempio della spiaggia" con un anantasayana (Vishnu disteso) probabilmente precedente alla costruzione del tempio.

## Costruzione Pallava
Mamallapuram divenne prominente durante il regno di Simhavishnu dell'era Pallava durante la fine del VI secolo, un periodo di competizione politica con i Pandya, i Chera e i Chola e di fermento spirituale con l'ascesa dei poeti-studiosi del movimento Bhakti dal VI all'VIII secolo: i Vaishnava Alvar e gli Shaiva Nayanar. L'architettura di Mamallapuram è legata al figlio di Simhavishnu, Mahendravarman I (600-630), che fu un mecenate delle arti. Il figlio di Mahendravarman, Narsimha Varman I, fece costruire sugli edifici di suo padre e la maggior parte degli studiosi gli attribuisce molti dei monumenti. Dopo una breve pausa, la costruzione di templi e monumenti continuò durante il regno di Rajasimha (o Narasimhavarman II; 690-728).
L'archeologo della metà del XX secolo, A.H. Longhurst, descrisse l'architettura Pallava, compresa quella trovata a Mahabalipuram, in quattro stili cronologici: Mahendra (610-640), Mamalla (640-670, sotto Narsimha Varman I), Rajasimha (674-800) e Nandivarman (800-900). K.R. Srinivasan la descrisse come un riflesso di tre stili e fasi di costruzione, chiamando il terzo periodo lo stile Paramesvara.

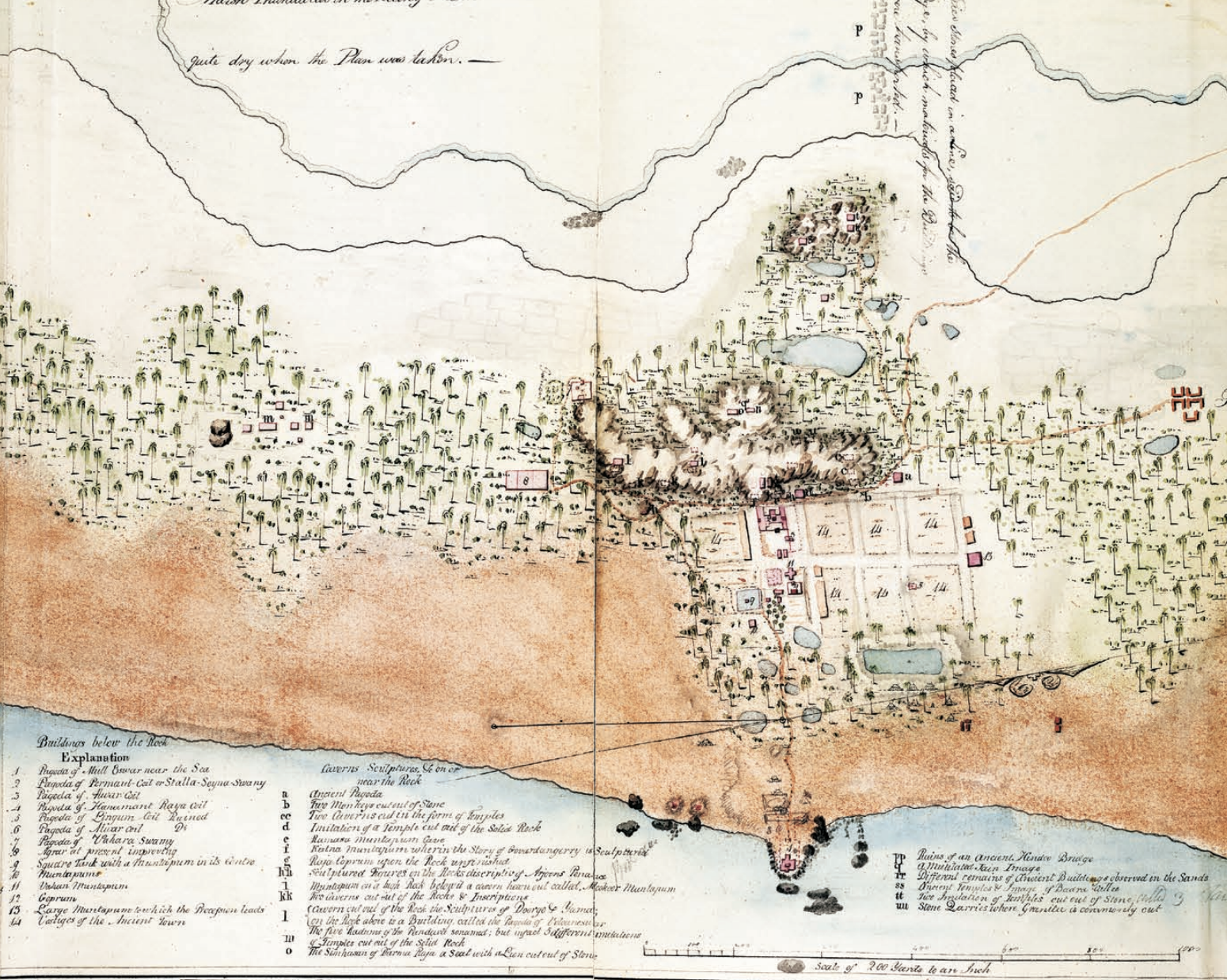
1808, mappa di Mahabalipuram. Al centro si trova la collina principale con i templi rupestri; il Tempio della spiaggia è vicino alla protuberanza sulla costa, e gli altri monumenti si trovano a pochi chilometri dalla collina principale.

Questa cronologia è stata oggetto di disaccordo accademico. Alcuni studiosi, come Marilyn Hirsh, nel 1987, hanno affermato che i primi templi sono riconducibili a circa il 600 (sotto il re poeta Mahendravarman I). Altri, come Nagaswamy, nel 1962, hanno affermato che il re Rajasimha (690-728) potrebbe essere stato il probabile patrono di molti monumenti; molte iscrizioni del tempio contengono uno dei suoi nomi e per le sue caratteristiche scritture Grantha e ornate Nāgarī.
Le prove che datano alcuni dei monumenti Mamallapuram all'inizio del VII secolo includono l'iscrizione Mandagapattu (iscrizione Laksitayana) di Mahendravarman I. L'iscrizione recita: "ha creato un tempio senza utilizzare né legno né calce (malta) o mattoni o metallo", e il tempio era dedicato a "Brahma, Vishnu e Shiva". Questo fu il primo tempio indù costruito nella roccia dai Pallava, e Mahendravarman I e i suoi discendenti probabilmente ne costruirono altri. Secondo Mate e altri studiosi, l'iscrizione implica che il popolo Tamil avesse una tradizione di costruzione di templi, basata sui materiali menzionati, che era precedente al VI secolo. L'iscrizione di Mandagapattu non è isolata e in tutto il suo regno sono state scoperte ulteriori iscrizioni di Mahendravarman I relative ai templi rupestri. Ulteriori prove sono sotto forma di templi rupestri (come le grotte di Undavalli) che precedono i templi rupestri di Mamallapuram, suggerendo che gli artigiani indiani iniziarono a esplorare l'architettura rupestre prima del periodo Pallava. I monumenti di Mamallapuram sono generalmente datati dagli studiosi al VII e VIII secolo.

## Descrizione

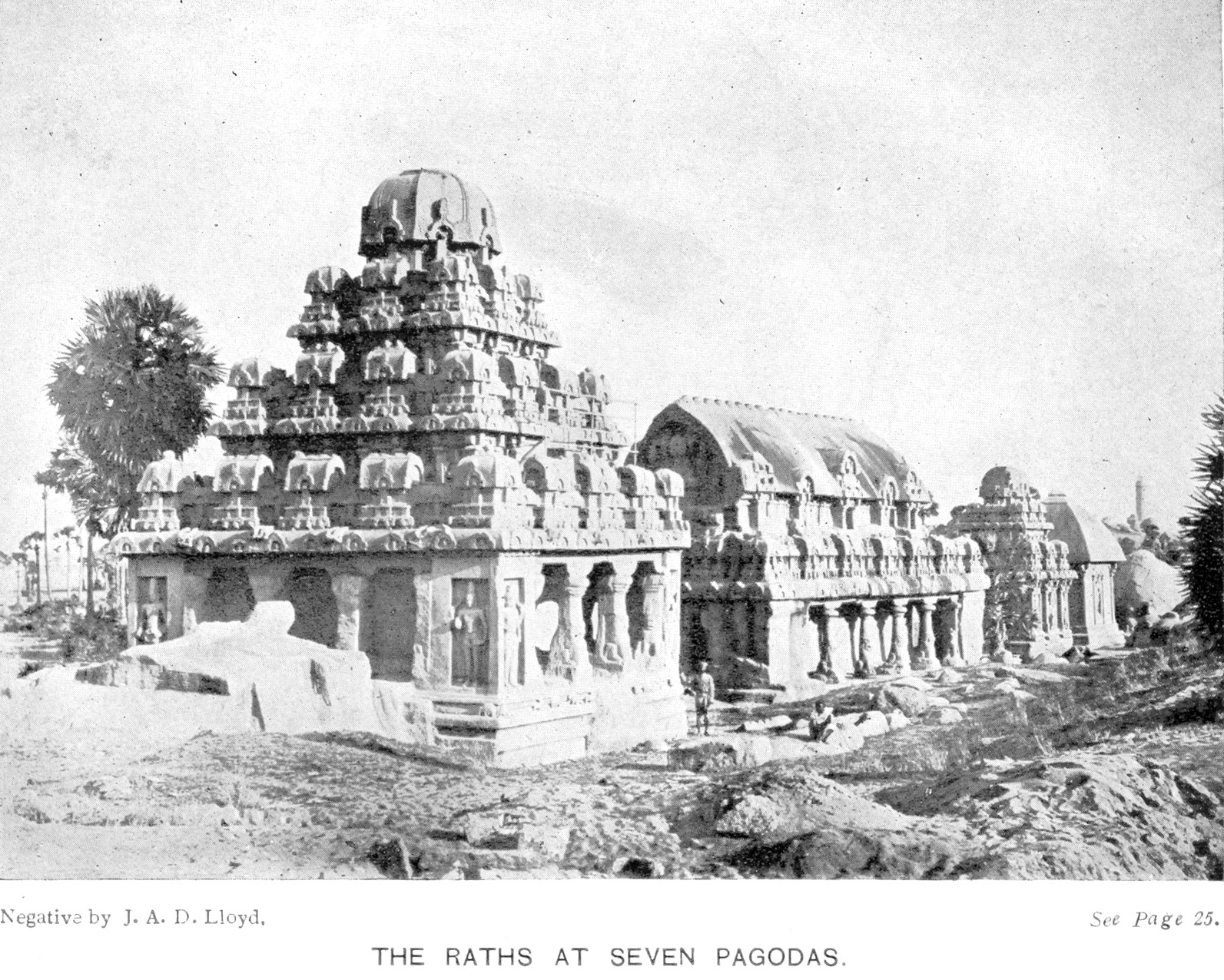
1913, foto del gruppo dei cinque ratha

I monumenti sono una fusione di religione, cultura e leggenda relative al pantheon religioso indù. Sono espressioni su grande scala, nella roccia o all'interno di massi, che integrano natura e scultura. Il sito ha una quarantina di monumenti, in vari gradi di completamento, classificati in cinque gruppi:
- Ratha: templi a forma di carro
- Mandapa: templi rupestri
- Rilievi rupestri
- Templi strutturali
- Scavi

Ci sono dieci principali ratha, dieci mandapa, due bassorilievi rupestri e tre templi strutturali. La pianta monumentale si basa su un quadrato e un cerchio, o quadrati sovrapposti (producendo un rettangolo). I rilievi, le sculture e l'architettura incorporano lo shivaismo, il vaisnavismo e lo shaktismo, con ogni monumento dedicato a una divinità o a un personaggio della mitologia indù. I monumenti riportano molte iscrizioni sanscrite del VII e VIII secolo, che forniscono informazioni sulla storia, la cultura, il governo e la religione medievali dell'India meridionale.

### TempliRatha
I templi ratha, nel sud di Mahabalipuram, sono scolpiti a forma di carro da guerra. I loro costruttori usavano blocchi naturali di diorite e granito presenti nella sabbia, scolpendo leggende nella pietra. Le più note sono le cinque strutture monolitiche che sporgono sopra la spiaggia, note come i Cinque Ratha o Pandava Ratha; nel Mahabharata, i Pandava sono cinque fratelli e la loro moglie comune, Draupadi. Sebbene il simbolismo e il raggruppamento dei templi abbiano portato a questi nomi popolari, non sono né veri ratha né dedicati ai Pandava; sono templi dedicati a divinità e concetti delle tradizioni dell'induismo Shaivi, (Shiva), Vaishnavi (Vishnu) e Shakti (Durga). Questi ratha sono datati al VII secolo.
Il gruppo dei Cinque ratha è su un asse nord-sud con il Dharmaraja Ratha a sud, seguito dal Bhima, Arjuna e Draupadi Ratha; gli ultimi due condividono una piattaforma comune. C'è un leone a ovest della piattaforma Arjuna-Draupadi, un toro seduto a est e un elefante in piedi a sud-ovest. Il Nakula e Sahadeva Ratha è a nord-ovest del Bhima Ratha e a sud-ovest dell'Arjuna Ratha, dietro l'elefante. L'asse della sezione trasversale del Nakula e del Sahadeva Ratha è al centro del gruppo. Tutti i templi hanno un ingresso ad ovest tranne il Nakula-Sahadeva Ratha, che ne ha uno a sud.

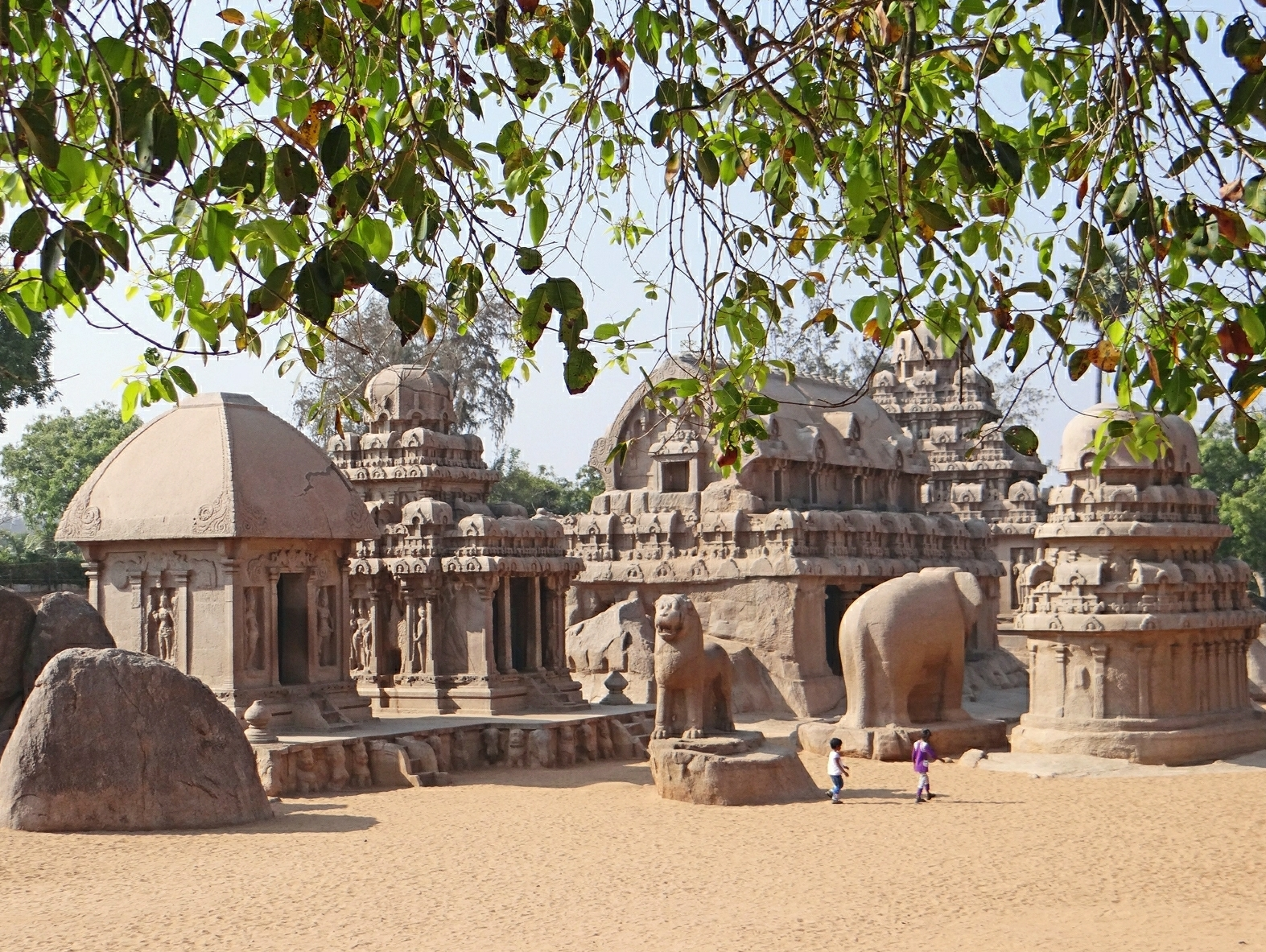
Gruppo di templi e sculture, ravvicinati - Il Pancha ratha, visto da nord-ovest
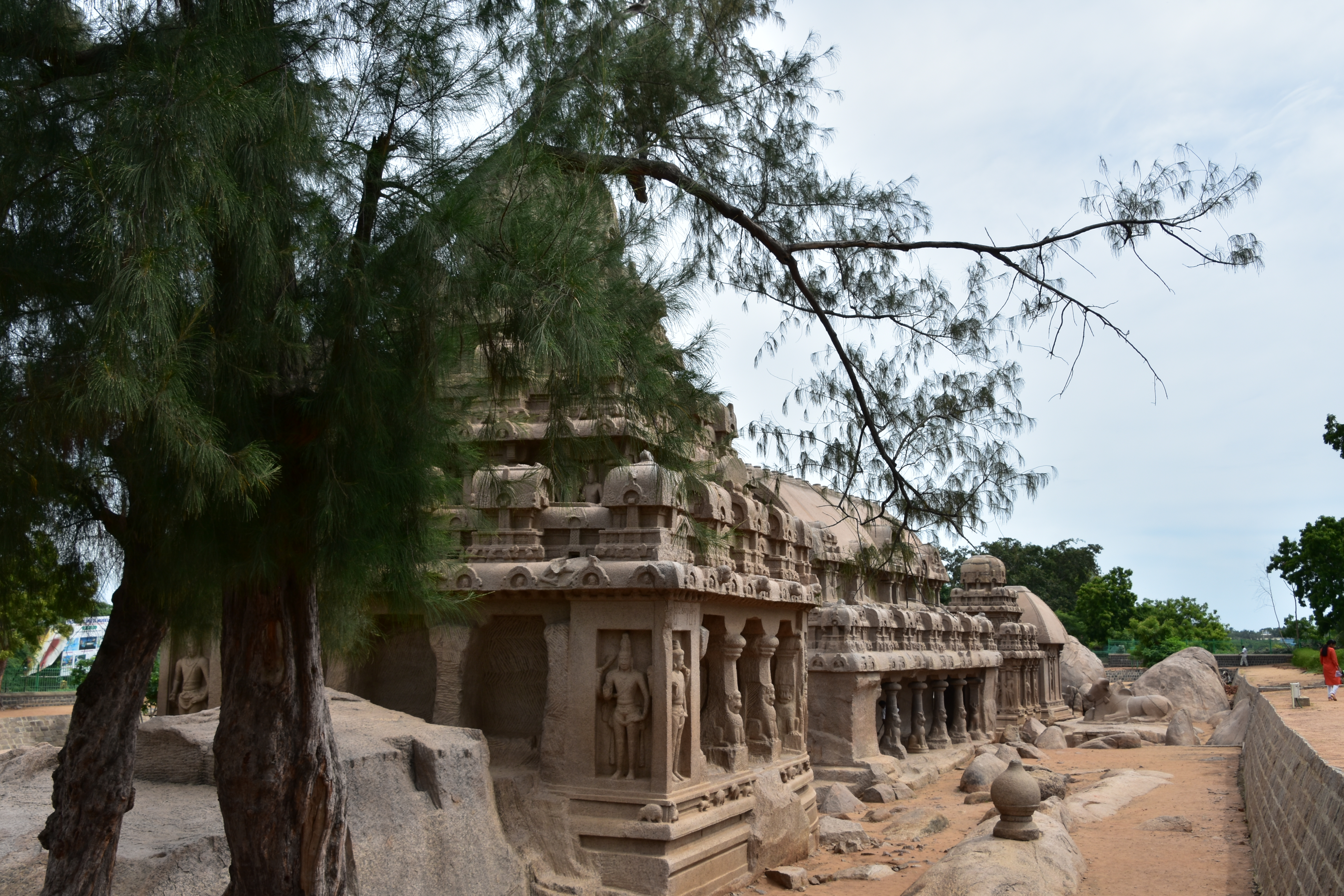
Fila di templi, con due alberi in primo piano, vista da sud-est
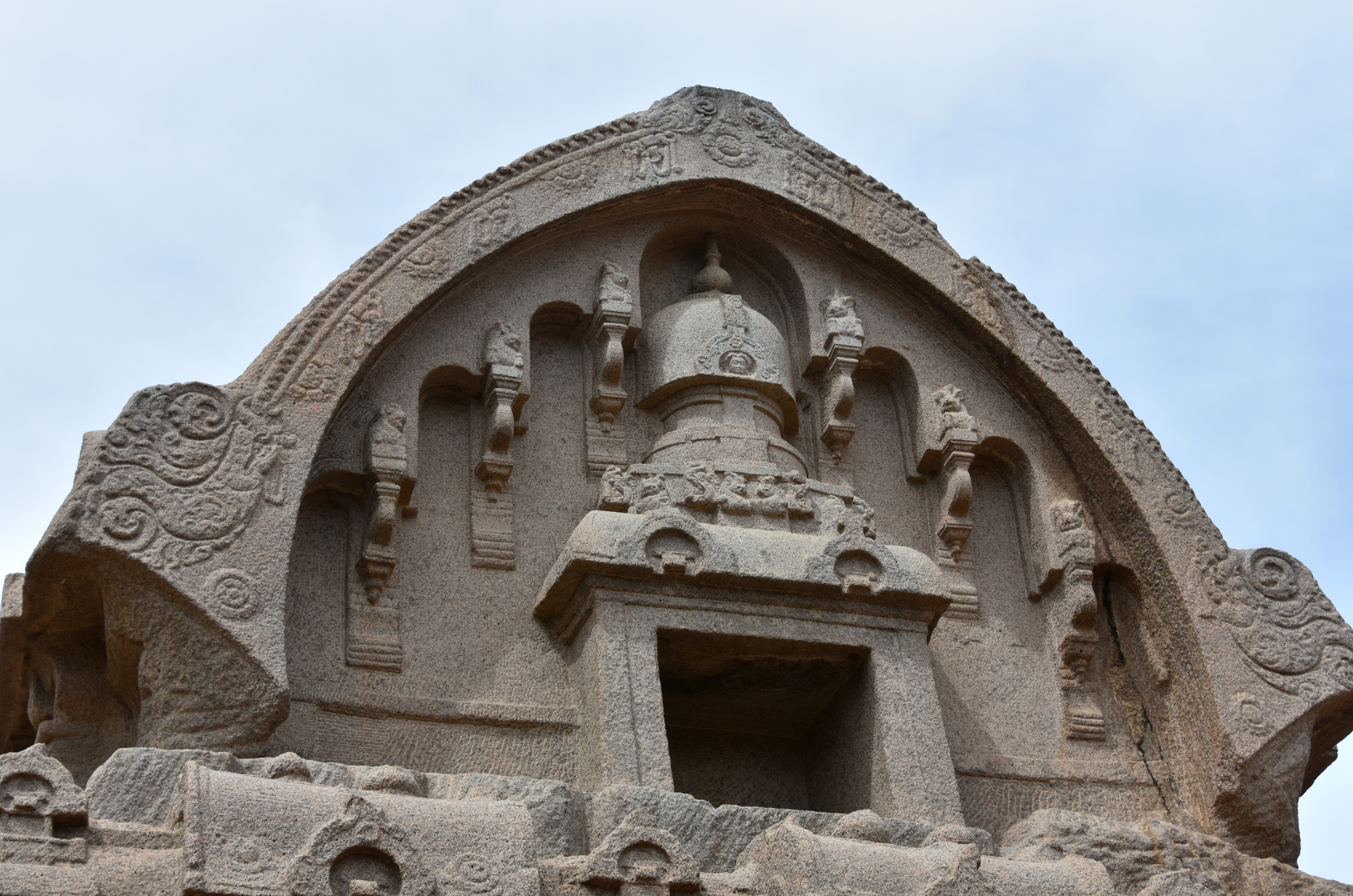
Tetto ad arco decorato del Bhima Ratha
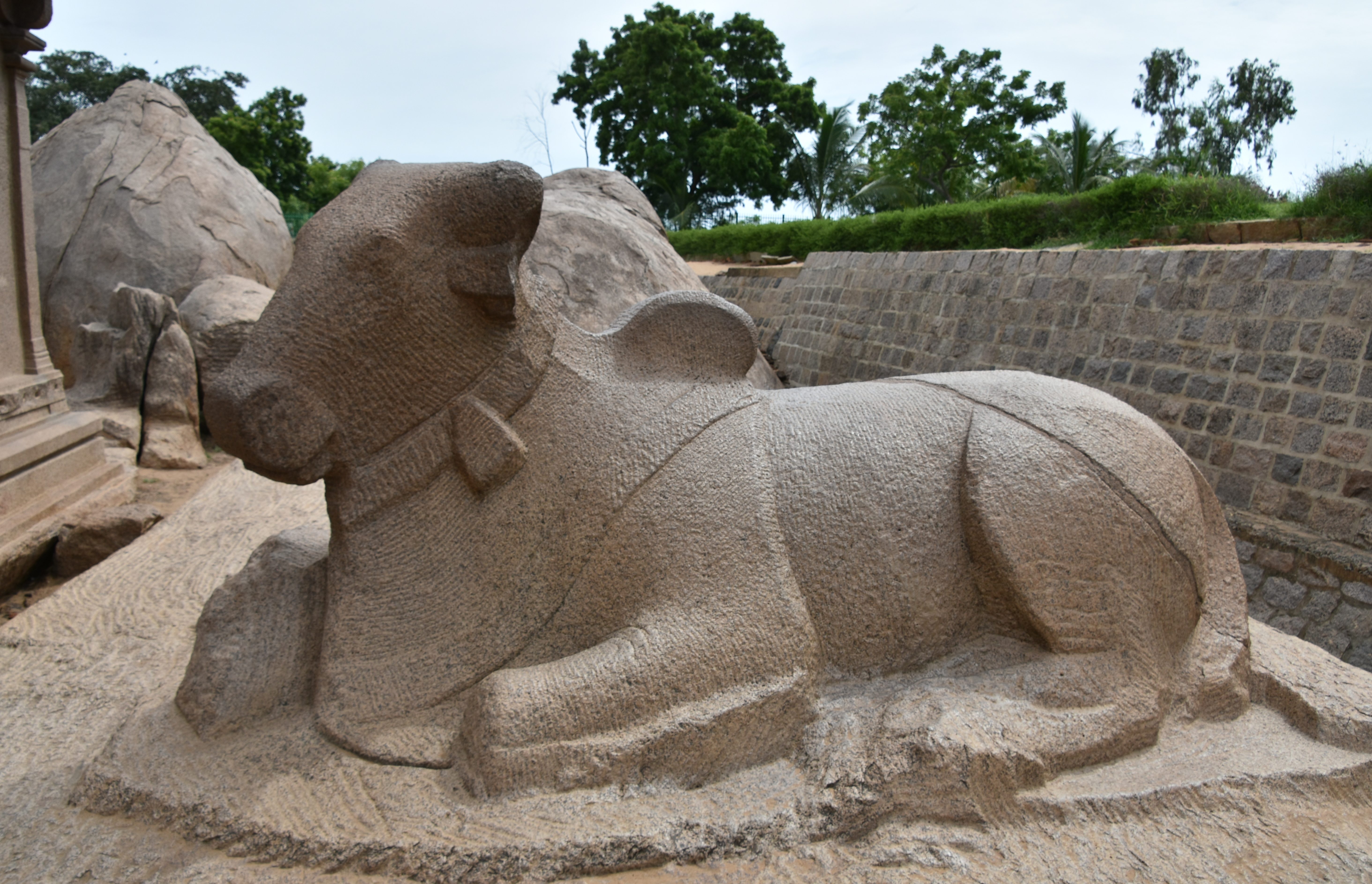
Statua di toro sdraiato del VII secolo vicino a un ratha

I ratha hanno elementi comuni. Ciascuno è su un basamento modellato, con o senza gana; secondo George Michell, al di sopra di questo plinto le "pareti si dividono ritmicamente in una serie di sporgenze e rientranze tra lesene" (che producono nicchie). Le sculture sono all'interno delle nicchie e quelle più importanti hanno makara sulle staffe. Sopra di loro ci sono grondaie, a volte decorate con volti umani. Le modanature sono state aggiunte fino al parapetto. Il livello superiore ripeteva (a un livello ridotto) il design del livello inferiore o era ricoperto da tetti curvi.

#### Dharmaraja Ratha

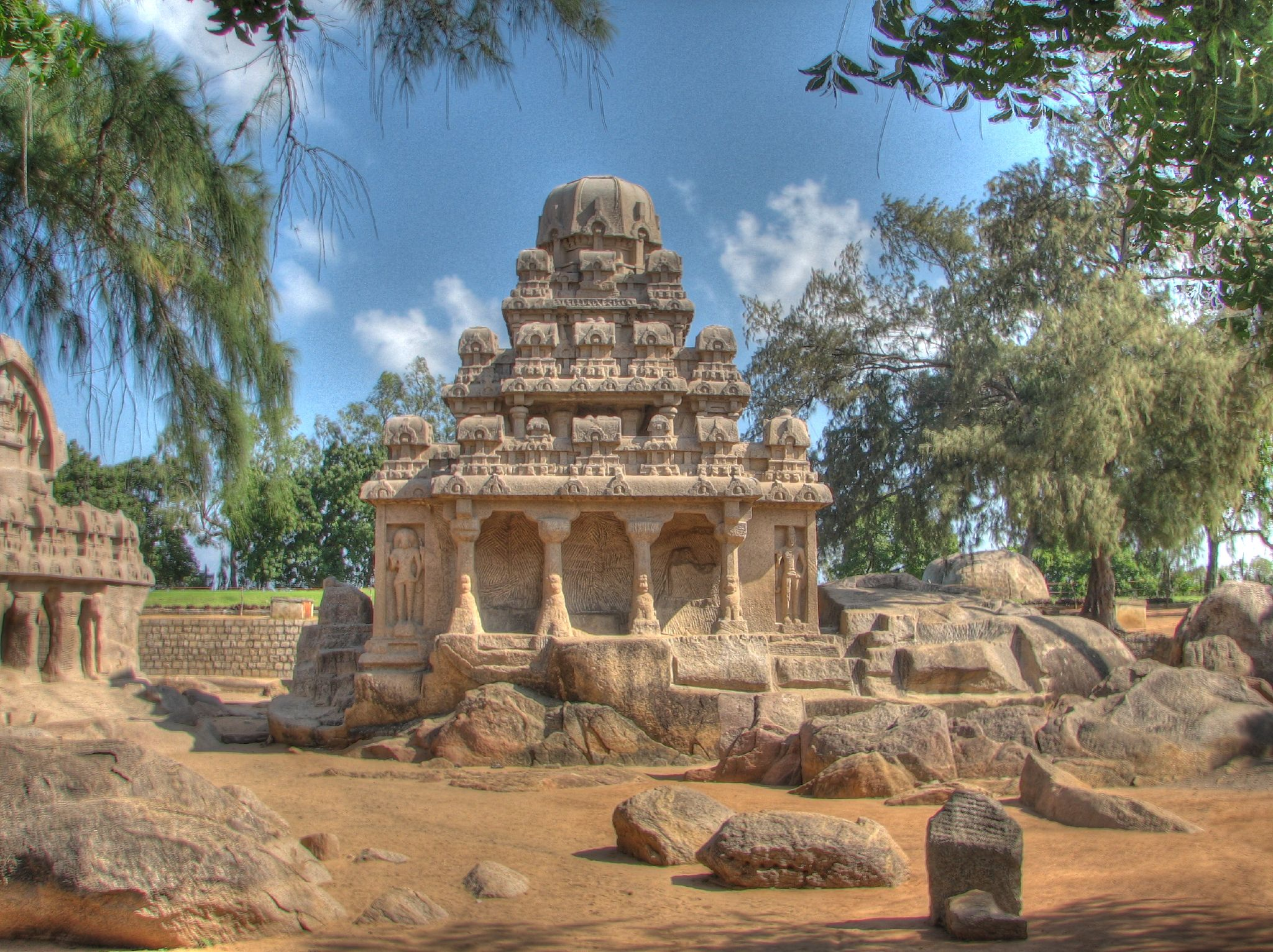
Esterno del Dharmaraja Ratha

Il Dharmaraja ratha ha una pianta quadrata all'interno di una cornice rettangolare (8,1 x 6,3 metri) ed è alto 10,7 metri. Ha un portico aperto sostenuto da pilastri. La torre piramidale del tempio è costituita da un vimana di quadrati sempre più piccoli, sormontato da uno shikhara ottagonale. Ci sono prove che aveva (o era destinato ad avere) un pinnacolo. I suoi pilastri mostrano dei leoni seduti alla base. Ha tre livelli; il più basso è un solido (probabilmente mai scolpito) e i due superiori sono dotati di santuari. I due livelli superiori sono collegati da scale scavate nella pietra. Il livello medio ha due santuari e il più alto ne ha uno. Le pareti ratha hanno incisioni e iscrizioni, una delle quali menziona Narasimhavarman I. Il lato occidentale del piano superiore ha un'immagine Somaskanda. La trabeazione integra il profano con il divino, dove i volti umani fanno capolino dagli archi kudu del carro. Un motivo Amaravati è scolpito sotto il cornicione.
A livello del suolo, i lati hanno quattro pilastri; gli altri due hanno due pilastri e due lesene. Ogni angolo ha due nicchie, con figure scolpite che apparentemente salutano la folla. Le divinità sono Ardhanarishvara (metà Parvati, metà Shiva), Harihara (metà Vishnu, metà Shiva), Brahma, Skanda, Bhairava (Shiva) e altre due forme oscure di Shiva. Il livello medio-alto ha intagli con aspetti di Shiva e Vishnu, suggerendo che gli artisti veneravano entrambe le tradizioni indù. Inclusi in questo livello sono Nataraja (danza di Shiva), Vinadhara (Shiva con Veena), Gangadhara (Shiva che porta il Gange dal cielo alla terra), Vrishbhantika (Shiva con Nandi), Kankalamurti, Chandesa e Vishnu. Il livello più alto ha incisioni di Dakshinamurti (Shiva come guru o insegnante), Surya e Chandra.
Il pannello Somaskanda è significativo perché data il tempio all'inizio del VII secolo. Differisce da quelli creati nel periodo Rajasimha e assomiglia a quelli creati durante l'inizio dell'era Pallava.

#### Bhima Ratha

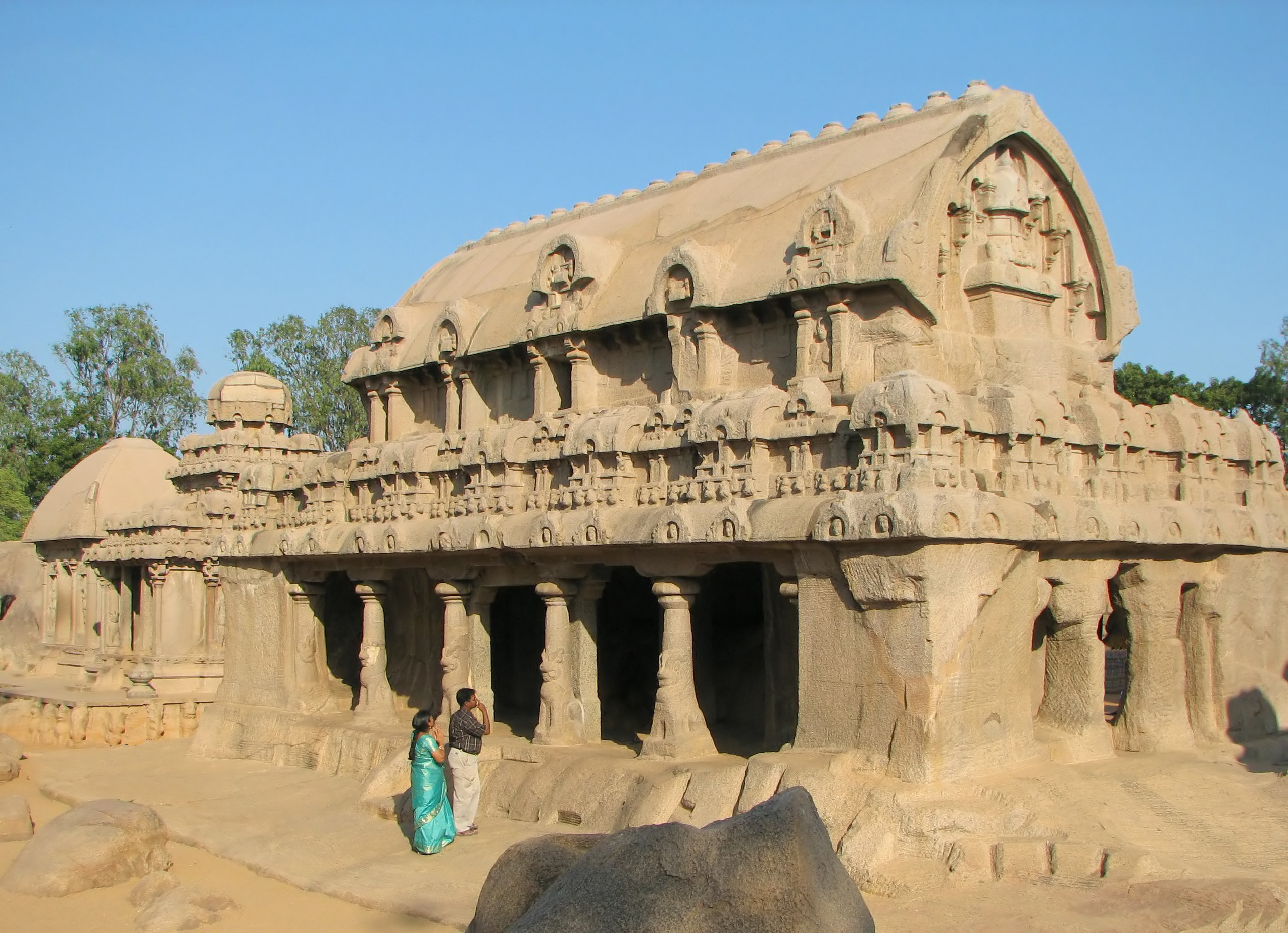
Bhima Ratha è il più massiccio dei cinque ratha.

Il Bhima Ratha (accanto al Dharmaraja Ratha) è massiccio e ha un tetto che ricorda una volta a botte lavorata come fosse legno. Il ratha è lungo 14 metri, alto circa 7,6 metri e largo 7,5 metri. Il suo interno incompleto era probabilmente destinato ad ospitare un Vishnu disteso (anantasayana). A differenza degli altri ratha, il tempio non ha iscrizioni o sculture. La sua vimana è finemente scolpita su entrambi i lati del tetto. La cornice ha sette paia di kudu (sanscrito: gavaksha). Al di sopra si alternano sala e kuta (tipi di edicole), formando tredici piccoli vimana. Sopra questo strato sono scolpite nell'edicola cinque grive (cleristorio), come una nicchia fiancheggiata da piccole lesene. Le due su ciascun lato hanno le stesse dimensioni e quella centrale è più grande. Sulla parte superiore ci sono prove strutturali di diciotto kalasha originali e due tridenti.
Secondo Ramaswami, il ratha ha una pianta quadrata incastonata fino alla trabeazione e integra la griva e lo shikara sotto forma di cerchio. Il suo lato lungo ha quattro pilastri tondi e due lesene, con la base disegnata con leoni seduti. I lati nord e sud hanno ciascuno due massicci pilastri quadrati. Il tetto presenta linee di fessurazione, probabilmente causate da elementi strutturali o secoli di agenti atmosferici (come i fulmini).

#### Arjuna e Draupadi Ratha
Anche l'Arjuna Ratha, adiacente al Bhima Ratha, è incompleto. Ha un'area circa sei volte più piccola del Dharmaraja Ratha.  Il ratha quadrato a due livelli ha un santuario e rispecchia il Dharmaraja Ratha; la decorazione e la struttura del cornicione, del kudu e dell'hara sono simili. Tuttavia, il suo shikhara è esagonale. Le pareti del ratha sono scolpite in pannelli con quattordici sculture. Quattro sono dvarapala (Vishnu, un rishi con uno studente, Kartikeya -o Indra- e Shiva con Nandi), e il resto sono umani in varie fasi della vita. Arjuna Ratha ha un leone e un Nandi su ogni lato tra esso e l'adiacente Draupadi Ratha, ma il loro orientamento suggerisce che il ratha non fosse dedicato a Shiva. Secondo Susan Huntington, il tempio potrebbe essere stato dedicato ad Ayyappan. La sua shikara è rotonda. Il monumento sembra inclinato di lato, in parte perché i suoi pilastri originali sono stati sostituiti con quelli moderni che non si adattano alla trama (o allo stile) dei precedenti. A nord-ovest di Arjuna Ratha si trova un elefante.
Il Draupadi Ratha è una struttura in pietra di 3,4 x 3,4 metri a nord dell'Arjuna Ratha con il quale condivide una piattaforma. Ha una immagine scolpita sulla parete di fondo, e ricorda una capanna di legno con il tetto ricurvo. C'è una struttura scolpita con leoni ed elefanti alternati e la divinità del santuario è mancante. Il suo design è un tempio indù in stile Nagara semplificato. Il ratha ha rilievi di Durga; tre immagini sono sulle pareti esterne e una è su una parete interna. La Durga rivolta a est è la sua forma Mahishasuramardini, con la testa di bufalo. Altrove con lei sono raffigurati devoti, makara (mitiche creature marine) e gana (mitici nani comici).

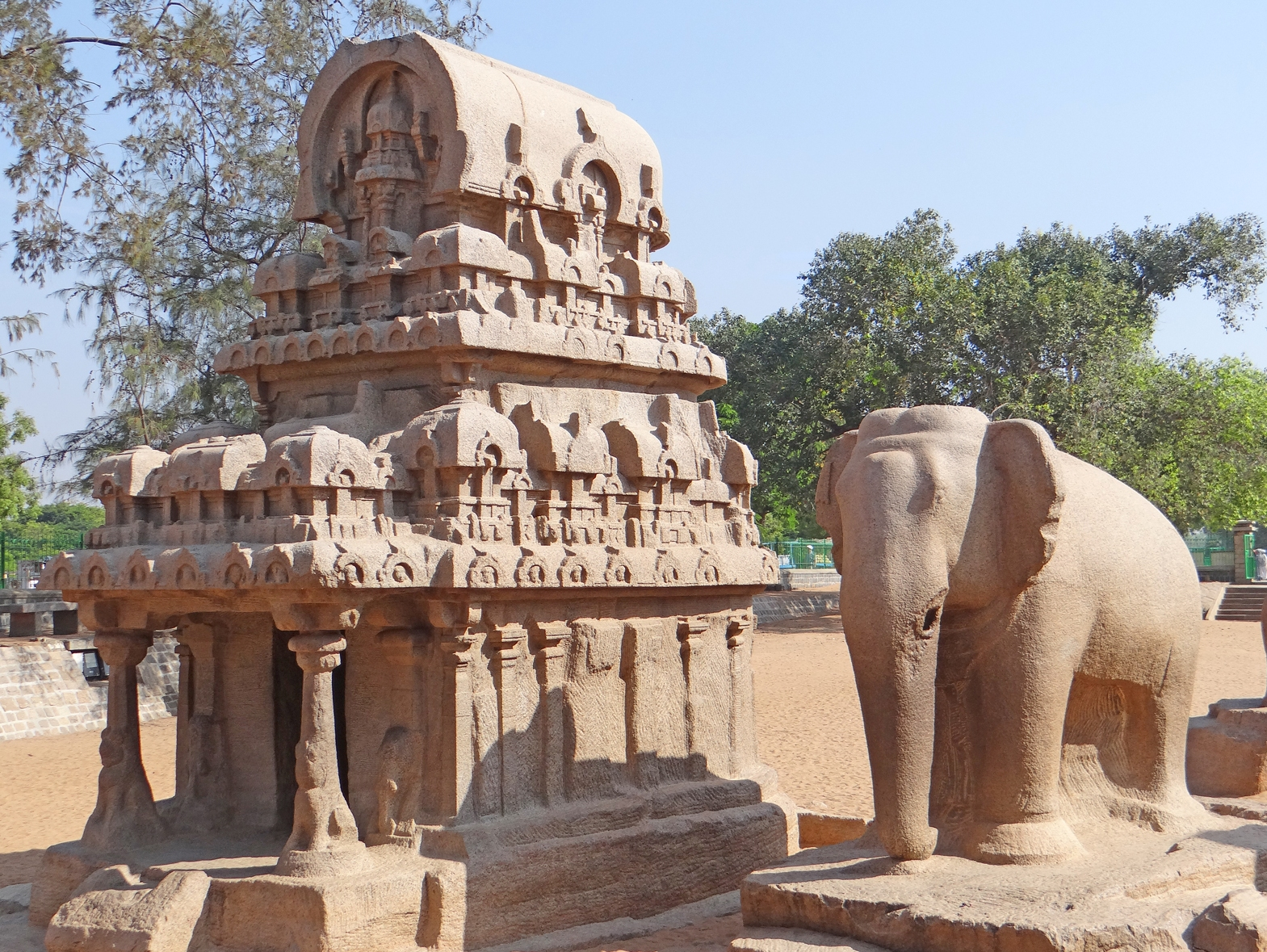
Nakula Sahadeva Ratha e il suo elefante in piedi

#### Nakula Sahadeva Ratha
L'incompiuto Nakula Sahadeva Ratha è un tempio absidato, un design indù relativamente raro presente ad Aihole e in pochi altri luoghi in India. Il tempio a due piani in stile Vesara è alto 4,9 metri e lungo 5,5 metri. Ha edicole in stile kuta e sala  come gli altri, ma è unico ad avere panjara (un'edicola absidale). La divinità a cui potrebbe essere stato dedicato è teorizzata essere Kartikeya, Brahma, Ayyappan o Indra. A nord-est del ratha ci sono un elefante in piedi e l'Arjuna Ratha.

#### Altriratha

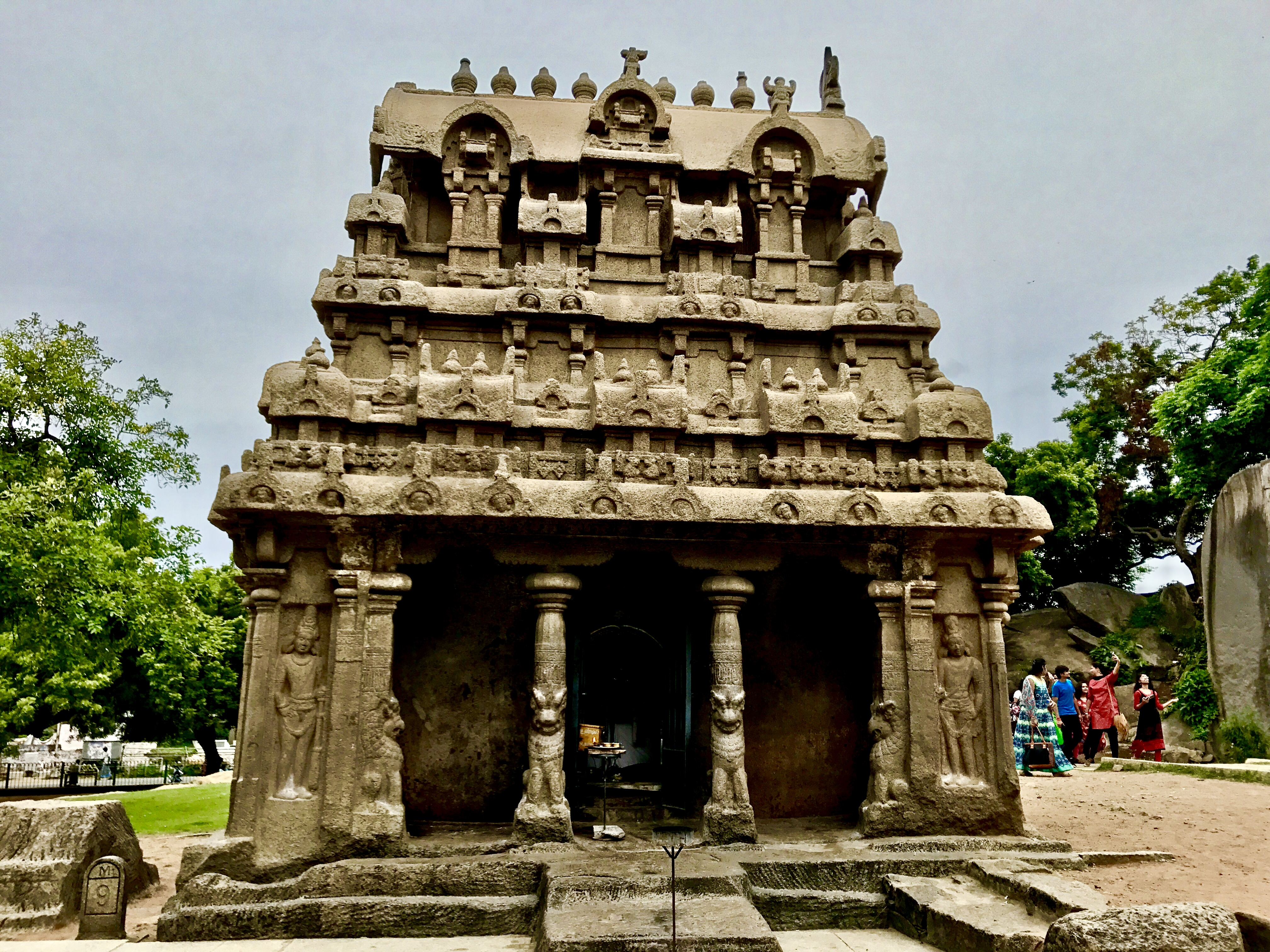
Il Ganesha Ratha, probabilmente un modello per gopura trovato nei successivi templi Tamil

Altri monumenti ratha a Mahabalipuram includono il Ganesha Ratha della fine del VII secolo, attribuito a Parameshvara-varman I (nipote di Mahamalla). A un chilometro dal pancha ratha, è adiacente (e a nord) del bassorilievo della Discesa del Gange e a sud del monumento della "palla di burro" di Krishna. Il Ganesha Ratha a due piani, relativamente intatto, simile a Bhima Ratha,  è lungo circa 5,8 metri, largo 3,4 e alto 8,5 metri. Il primo piano ha cinque piccoli vimana e il secondo ne ha quattro, con motivi ripetuti. La sala ha nove kalasa e un'estremità ha una trishula in cima (simile a una croce su una chiesa). La facciata del tempio ha due pilastri e due lesene. Le basi delle colonne sono a forma di leoni seduti e la parte centrale è smussata, sormontata da un capitello scanalato. Ai lati del mandapa d'ingresso ci sono due dvarapala in piedi con teste piegate. Il muro del tempio ha un'iscrizione che suggerisce un'origine del VII secolo. Una statua di Ganesha si trova nella garbhagriha, ma Ramaswami scrisse che potrebbe essere stata un'aggiunta successiva.
Nella parte occidentale della città, ci sono due Pidari ratha e un Ratha Valayankuttai (monumenti a due piani incompleti). Un Pidari e uno Valayankuttai ratha presentano un'architettura in stile Nagara dell'India settentrionale, e l'altro Pidari ratha presenta un'architettura in stile Dravida dell'India meridionale.

### Templi rupestri
Mandapa è un termine sanscrito per indicare un vestibolo tipicamente quadrato, una sala con pilastri o un padiglione. Era uno spazio in cui le persone si riunivano socialmente, di solito per cerimonie e rituali. Spesso venivano incluse celle o santuari, creando un vihara. I mandapa si riferiscono anche a templi o santuari rupestri scavati nella roccia, costruiti secondo lo stesso concetto, e Mamallapuram ha molti mandapa datati tra il VII e l'VIII secolo.
I templi rupestri di Mamallapuram sono incompleti, il che li ha resi una fonte significativa di informazioni su come furono scavati e costruiti nell'India del VII secolo. I segmenti delle grotte indicano che gli artigiani lavorarono con gli architetti per delimitare il colonnato, tagliando profondi solchi nella roccia per creare protuberanze grezze con margini. Le rocce sospese venivano quindi tagliate e il processo veniva ripetuto. Dopo lo scavo, altri artigiani lucidavano le rocce e iniziavano a creare disegni, motivi, fregi e iconografia indù. Il processo di produzione di templi rupestri scavati nella roccia ha influenzato i successivi templi indù strutturali.

#### Varaha

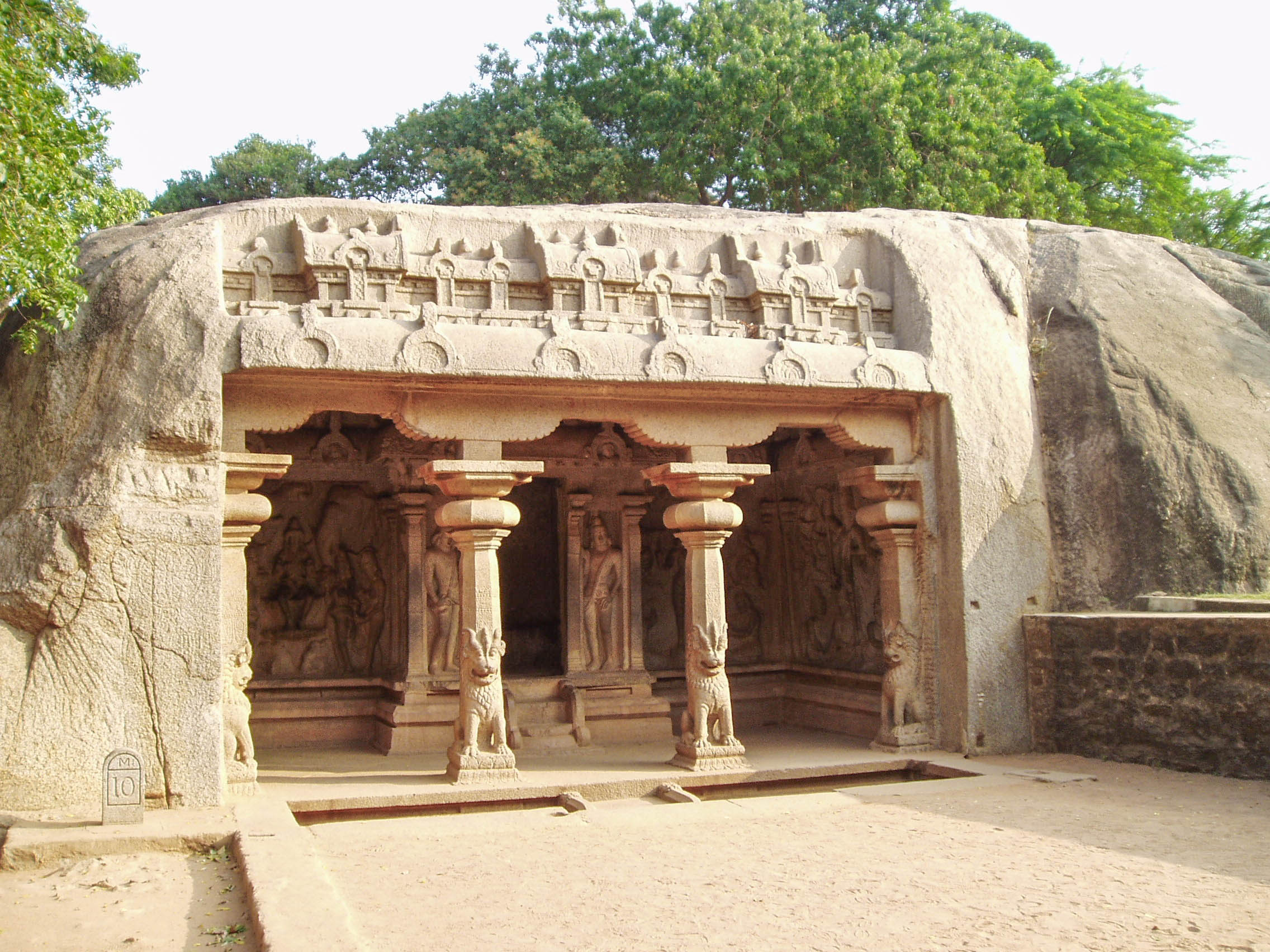
Ingresso del tempio della grotta di Varaha

La grotta Varaha venne scavata da una parete verticale sul lato ovest della collina principale di Mamallapuram. La sua architettura è semplice; un tempio rupestre legato al visnuismo, è noto per le sue quattro sculture raffiguranti leggende indù: la leggenda Vamana-Trivikrama, quella Varaha, quella Durga e quella Gajalakshmi. Srinivasan e altri studiosi la datano al VII secolo.
La facciata del tempio è costituita da due pilastri e da altri due incassati a circa 46 cm dal fronte roccioso. La piattaforma con pilastri conduce a un mandapa e a un sancta sanctorum nella parte posteriore. La base del pilastro ha un oma modellato (strato protettivo) e adhishthana. I piedistalli sono a forma di loto (padma pitha) e di 61 x 61 cm. Sopra questi sono seduti yali dalla faccia di leone. Le loro teste si fondono nei fusti ottagonali (kal) dei pilastri, che si assottigliano e confluiscono in un kalasa ottagonale e un capitello ornato. La phalaka superiore (piatta) è un quadrato. Il kapota (un tipo di fregio) sopra è decorato con sei archi kudu. Sopra il kapota c'è un tetto in stile carro, sormontato da terminali.
La parete di fondo della grotta presenta un'edicola quadrata che sporge all'interno della roccia, leggermente al di sopra del pavimento. Su ogni lato del sancta sanctorum il muro sporge verso l'interno, creando due nicchie incavate. Agli angoli ci sono pilastri con dvarapala parzialmente formati, e le tavole superiori hanno gana (mitici nani comici) e fregi di hamsa.
Il pannello settentrionale della parete interna della grotta narra la leggenda di Varaha, dove l'avatar uomo-cinghiale di Vishnu salva Bhūmi dalle acque di Patala. Questa è una rappresentazione insolita; Varaha è girata alla sua destra invece che nella tipica sinistra e tiene affettuosamente (e guarda) la Bhūmi salvata invece di farla penzolare dalle sue zanne. Si siede vicino al suo ginocchio alzato e il demone che ha creato le acque caotiche viene calpestato da Varaha. Gli altri personaggi nel pannello includono Brahma, il saggio vedico Narada, Surya (il sole), Chandra (la luna) e altri della leggenda. La narrazione più vicina del pannello è il Vaikhanasagama.  Secondo Alice Boner, il pannello è un rettangolo; i caratteri divini (eccetto Bhūmi) sono disposti in un quadrato, e gli yogi terreni e i caratteri relativi alla prakriti sono disposti all'esterno di un cerchio di mandala.
Il pannello meridionale del mandapa narra la leggenda Vamana-Trivikrama. L'incarnazione gigante dell'avatar nano di Vishnu fa il terzo enorme passo per coprire i cieli e Bali si siede sotto, stupito. Nel pannello ci sono altri personaggi della leggenda, come Brahma e Shiva (seduti su fiori di loto come testimoni).  Anche in questo caso, la narrazione più vicina del pannello è il Vaikhanasagama. La rappresentazione di Trivikrama è di nuovo insolita, perché la parte Vamana della leggenda non viene mostrata (a differenza di altri templi indù medievali in India).

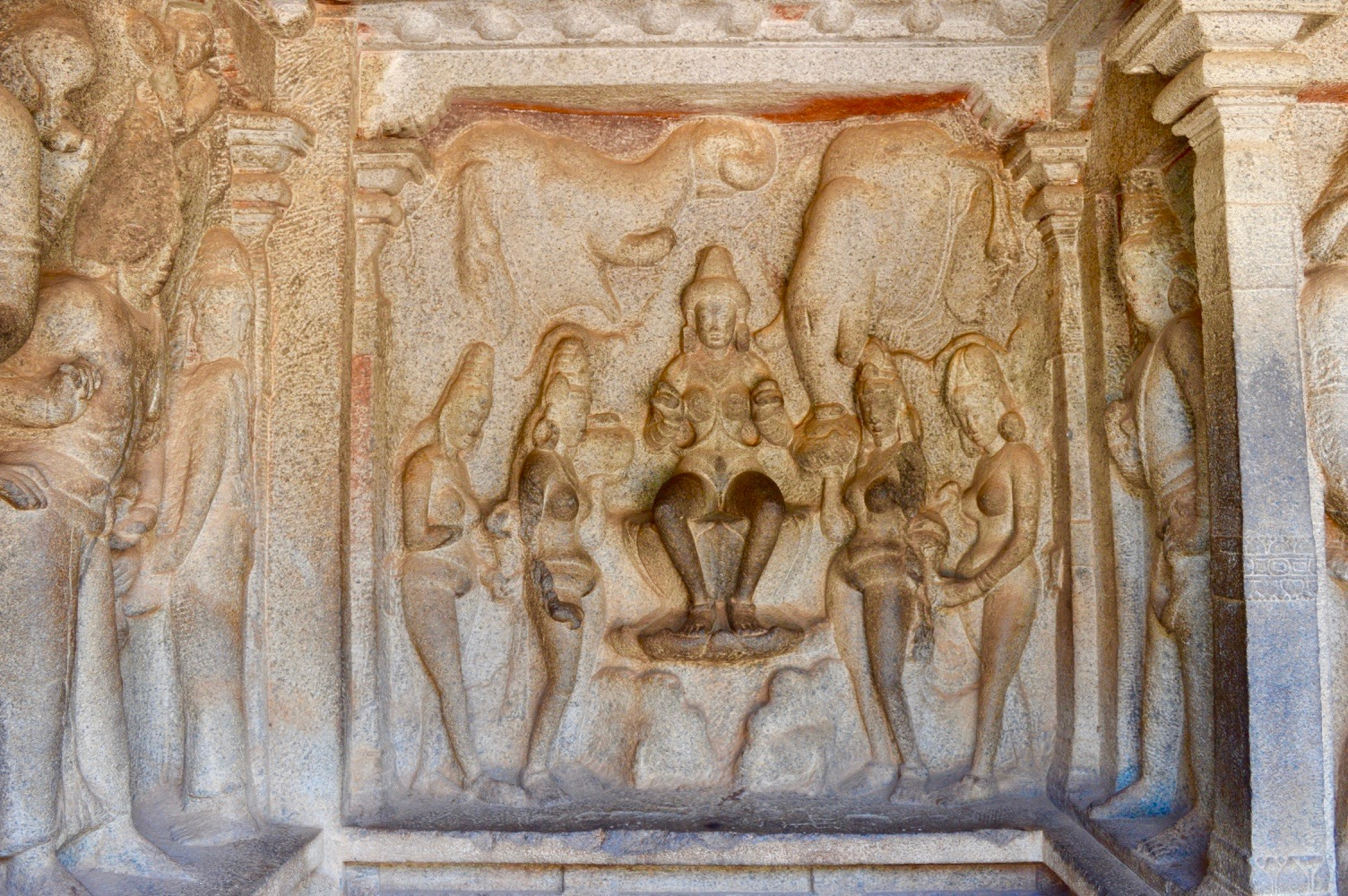
Il pannello Gajalakshmi è un quadrato, con una disposizione geometrica delle figure.

Sulla parete posteriore della nicchia a nord del santuario c'è il Gajalakshmi, e la nicchia a sud mostra Durga. Il pannello di Durga simboleggia la tradizione Shakti ed è chiamata "Vijaya Sri", la dea della vittoria. Durga, raffigurata con quattro braccia, si erge su un loto. Vicino a lei c'è un guerriero pronto a sacrificarsi, e un altro devoto è in ginocchio per adorarla. Nel pannello ci sono gana spaventati in fuga, un leone, il suo vahana, e un'antilope, in una iconografia medievale comune nel sud dell'India. Il Gajalakshmi è mostrato seduto in un'asana yoga su un loto, con in mano due boccioli di loto. Ingioiellata, Durga indossa patra kundala, uno dei cinque tipi di ornamenti d'oro per le orecchie, che simboleggiano il suo legame con la ricchezza. Vicino a lei ci sono apsara che reggono giare d'acqua di buon auspicio e due grandi teste di elefante; una solleva una brocca d'acqua, e l'altra sta inclinando la brocca per spruzzare l'acqua. Secondo Alice Boner, i personaggi nel pannello quadrato di Gajalakshmi sono disposti in un mandala circolare.

#### Kotikal
Kotikal è un semplice scavo antico con due pilastri sulla facciata. Di fronte ci sono prese, che suggeriscono un mukhamandapa strutturale (sala principale). All'interno del tempio rupestre di Kotikal ci sono un ardha-mandapa oblungo (mezza o parziale sala) e un santuario quadrato (garbha griya). La parte anteriore del santuario ha modanature e caratteristiche simili a un tempio indipendente.
La porta del santuario è fiancheggiata da dvarapala femminili (sculture a guardia della porta) su ciascun lato. Una delle donne guerriere porta una spada nella mano destra e uno scudo nella sinistra; l'altra, in posizione tribhanga, tiene la parte inferiore di un arco con la punta del piede alzato e afferra la parte superiore con la mano. Entrambe portano orecchini che pendono dai lobi delle orecchie fin quasi alle spalle. Le guardiane suggeriscono che la divinità nel santuario fosse probabilmente Durga, la dea guerriera indù. Nel santuario quadrato ci sono una pietra di luna, adhiṣṭhāna (base), bhitti (parete parziale) e kudu (gavaksha). Un pilastro ha un'iscrizione nell'alfabeto Grantha che traslittera come "Sri Vamankusa". Poiché nessun re o funzionario Pallava è conosciuto con quel nome, probabilmente significa che il tempio venne costruito da un mecenate (secondo Ramaswami, forse Telugu). Srinivasan lo data al primo periodo Mahendra.

#### Dharmaraja

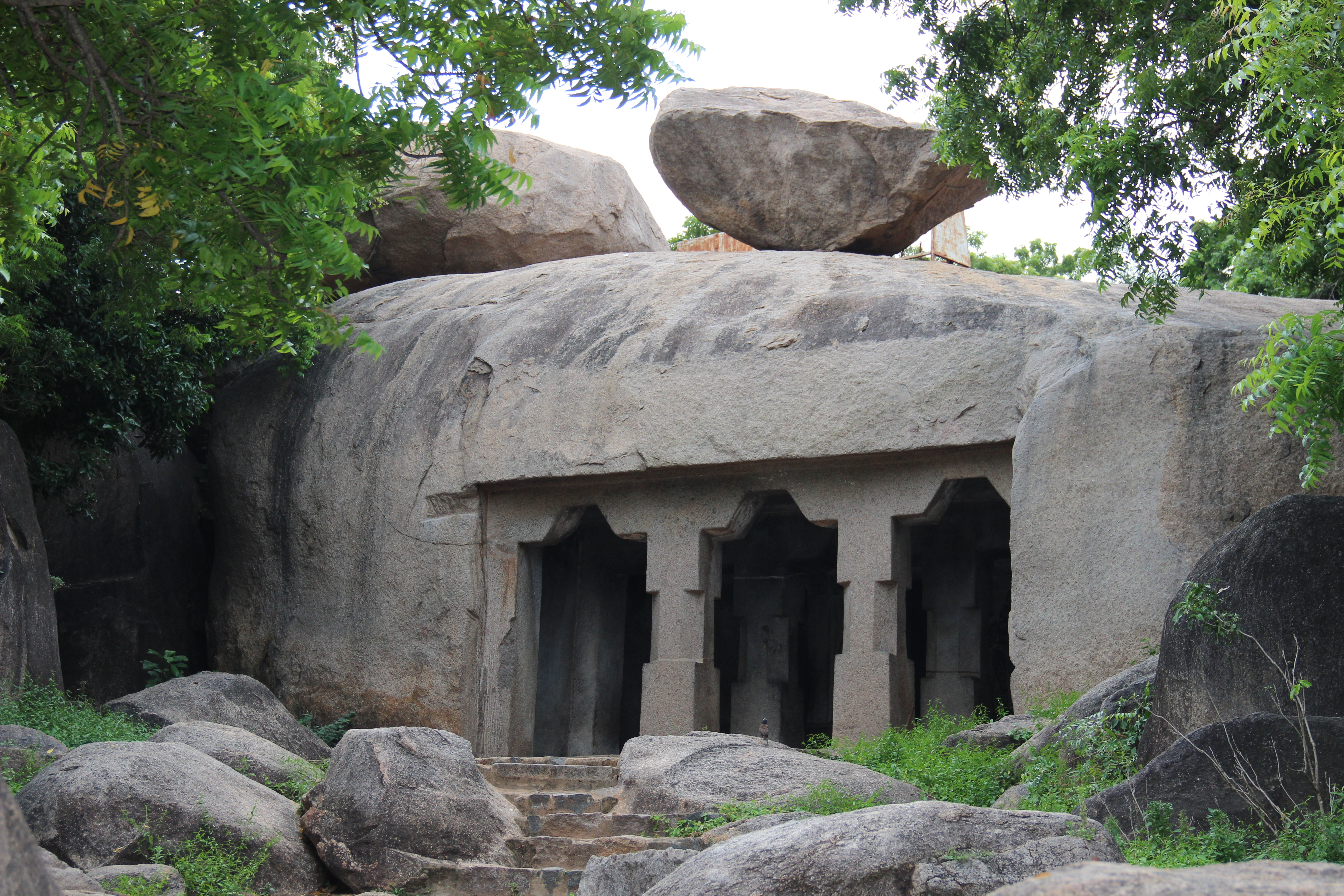
Ingresso del tempio nella grotta di Dharmaraja

Il tempio rupestre di Dharmaraja, noto anche come tempio rupestre di Atyantakama, si trova sul lato sud della collina di Mamallapuram vicino alla grotta di Mahishamardini. Ha una facciata, mukha-mandapa e ardha-mandapa come la grotta Kotikal. Sottili pilastri a quattro lati creano spazio per i due mandapa. Il suo ardha-mandapa è circa 1 metro sopra il mukha-mandapa. La facciata ha due pilastri e due lesene, come lo spazio che separa le due mandapa.
La sala interna conduce a tre celle del santuario che condividono un adhisthana comune con quattro modanature. È insolito per la mancanza di una modanatura incassata (kantha, un filetto superiore (kampa) e una modanatura spessa (pattika); ha un rilievo più in basso (upana), con tre sfaccettature (tripatta-Kumuda) ed un raccordo inferiore (kampa). Il santuario centrale, il più grande dedicato a Shiva Linga, ha due dvarapala maschili. Sebbene le celle ai lati fossero dedicate a Brahma e Vishnu (in base all'iconografia), ora mancano le immagini.
Il tempio ha un'iscrizione sanscrita quattordici righe in alfabeto Grantha con un epiteto. Ramaswamy attribuisce la grotta al re Rajasimha (fine VII o inizio VIII secolo), ma Srinivasan e Hultzsch la datano al re Paramesvara-Varman I del VII secolo; altri studiosi lo assegnano al periodo Mahendra, in base al suo stile.

#### Ramanuja
Uno dei templi rupestri più sofisticati e completi, il Ramanuja, aveva tre celle. Venne scavato al centro della collina principale di Mamallapuram, sulla sua scarpata orientale. Il tempio è stato parzialmente rinnovato, secoli dopo la sua costruzione, in un santuario per lo studioso Vaishnava, Ramanuja. Gli artigiani successivi aggiunsero i sei pilastri indipendenti tagliati grossolanamente davanti, probabilmente per estendere il mandapa.
La grotta Ramanuja è costituita da un ardha-mandapa rettangolare, contrassegnato da una fila di pilastri. Ai lati della facciata ci sono due vimana con una piattaforma rocciosa quadrata. Qui si trovano molti elementi architettonici tradizionali del tempio indù. All'interno, lo scavo principale inizia con un adhishthana, una fila di due pilastri, due lesene e tre ankana che formano la sua facciata. Dietro c'è un mandapa oblungo con tre santuari quadrati. Le edicole laterali erano originariamente poste a circa 60 cm dietro quella centrale, ma tutte e tre condividevano una base rialzata comune. L'ingresso ai santuari era ornato con dvarapala, ora in gran parte mancanti. Come altri templi indù, questa era una struttura aperta senza evidenza di stipiti. La parete di fondo del santuario centrale ha un pannello di cinque piedi quadrati che conteneva un bassorilievo di Somaskanda, gran parte del quale è stato cancellato. Non ci sono tracce di pannelli nelle edicole laterali. I soffitti delle tre celle hanno resti di intonaco segno che potrebbero essere stati dipinti. I muri che separavano i tre santuari furono rimossi da artigiani successivi.
Le tre celle erano dedicate a Brahma, Shiva (la cella centrale) e Vishnu, o a tre forme oscure di Shiva. Il pannello meridionale nel mandapa principale conteneva probabilmente Durga. Nessuna delle immagini è sopravvissuta; sono rintracciabili solo deboli resti perché la maggior parte dei rilievi murali sono stati abrasi. Sul pavimento tra i due pilastri della facciata c'è un'iscrizione sanscrita in alfabeto Grantha che loda Rudra, prova che il tempio era originariamente associato allo Scivaismo. Il carattere florido dell'iscrizione e gli epiteti la datano al VII secolo e a Parameshvara Varman.

#### Koneri

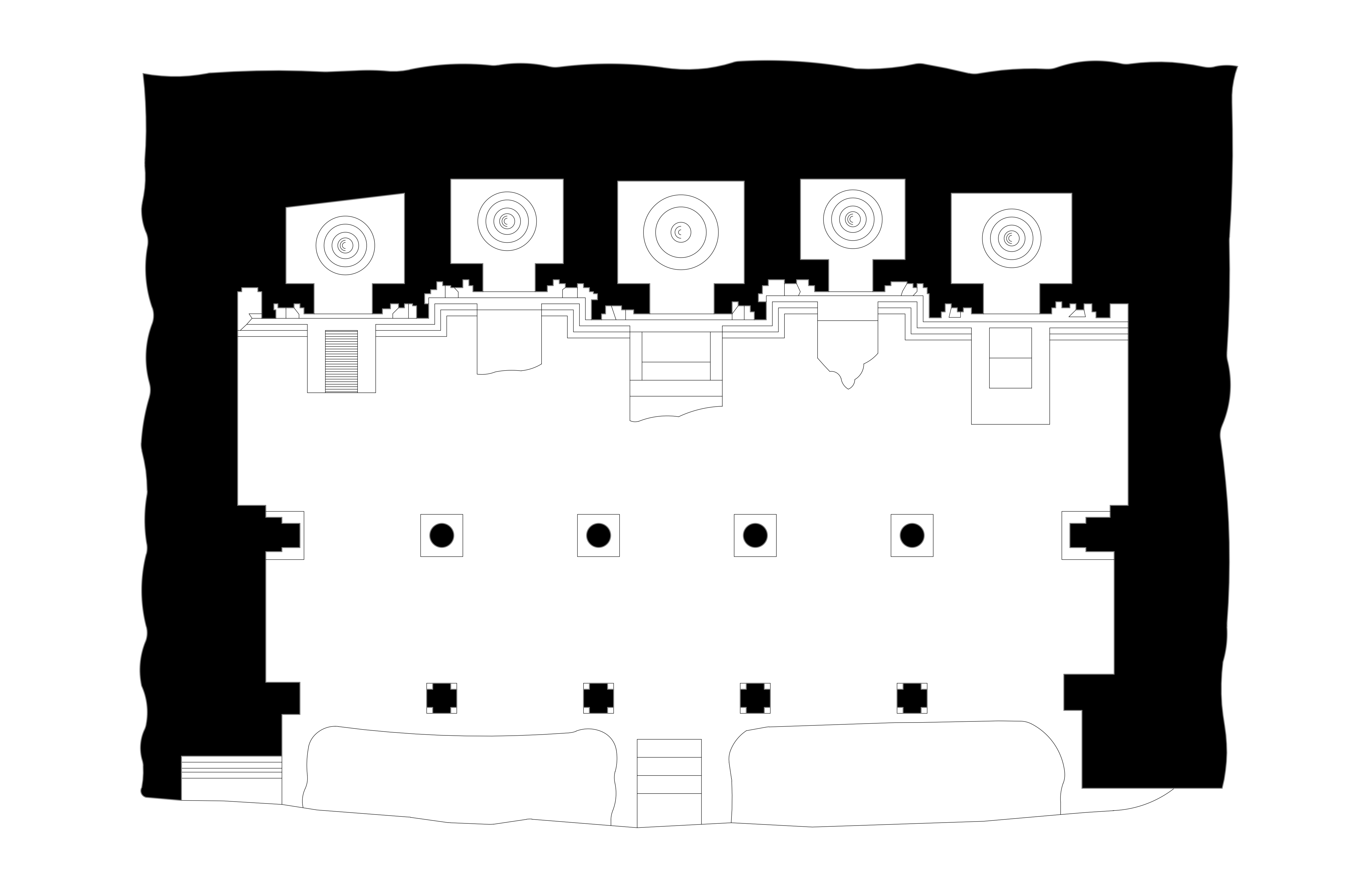
Planimetria del Koneri Mandapa

Il Koneri mandapa, dedicato a Shiva, ha cinque celle (santuari) unite alla sala principale e prende il nome dal serbatoio Koneri-pallam di fronte. Scolpita nel lato occidentale della collina principale di Mamallapuram, la sua facciata ha una trabeazione. La sua cornice ha dieci kudu, con cinque sala interconnessi sopra di essa. Il tempio ha due file di quattro pilastri e due lesene. La prima fila è considerevolmente più semplice di quella vicina ai santuari, che è finemente intagliata. Le lesene sono quadrilatere e i pilastri sono cilindrici.
I cinque santuari hanno cinque paia di dvarapala (sculture di guardiani della porta). Queste coppie sono distinte e tutte le figure hanno segni di erosione o danneggiamento. Ognuno indossa una yajnopavita sul petto. La coppia più settentrionale è la più danneggiata; una delle figure appare di sesso femminile. La seconda coppia, a sud, è leggermente inclinata e ha corna simili a trishula (tridente) sopra le corone (probabilmente simboliche di Nandi). La terza coppia ha anche le corna di trishula; la quarta coppia appare regale, con corone coniche e ghirlande come yajnopavita. La quinta coppia sembra arrabbiata, con piccole zanne simili a incisivi. Le cinque celle, quasi quadrate, sono vuote. Gli studiosi hanno interpretato le coppie dvarapala come i cinque aspetti di Shiva: Sadyojata (creazione), Vamadeva (conservazione), Aghora (dissoluzione e ringiovanimento), Tatpuruṣa (nascondimento della grazia) e Ishana (rivelazione della grazia). Secondo Srinivasan, il mandapa risale probabilmente al regno di Narsimha Varman I.

#### Krishna
Il mandapa di Krishna è una grotta sofisticata, con grandi pannelli raffiguranti la mitologia indù e la cultura del Tamil Nadu del VII secolo. Il tempio è vicino al bassorilievo della Discesa del Gange. La sua facciata è composta da quattro figure mitiche leonine vyala, che reggono pilastri. Dietro di loro c'è un'altra fila di pilastri. Le pareti della sala con pilastri raffigurano la vita del villaggio intrecciata con la storia di Krishna. Krishna sostiene la montagna Goverdhana, sotto la quale ci sono delle persone, bestiame e altri animali, in una sezione. In un'altra, un giovane tiene per mano la sua amata e la trascina nella direzione in cui sta andando; anche se resiste leggermente, la donna segue il suo amato. Il pannello raffigura quindi una lattaia che trasporta pile di contenitori per il latte e un fascio di mangime per il bestiame sulla testa. Accanto a lei c'è un uomo che munge una mucca che ha un vitello, che lecca con la lingua ricurva i capezzoli della madre. Sopra, Krishna suona il flauto mentre persone e animali ascoltano attentamente.

#### Atiranachanda
Il tempio rupestre di Atiranachanda del VII secolo si trova nel villaggio di Saluvankuppam, a nord di Mamallapuram. Ha una piccola facciata, con due pilastri ottagonali con saduram quadrati (basi) e due lesene quadrilatere. Dietro la facciata c'è un ardha-mandapa e un piccolo santuario quadrato. Davanti alla facciata ci sono fori vuoti, probabilmente aggiunte successive a un mandapa ora scomparso.
L'ingresso del santuario è fiancheggiato da due dvarapala Shiva. All'interno c'è un successivo Shiva linga nero, lucido, a 16 lati, in stile tantra. Nella parte inferiore di un dvarapala c'è un canale per drenare le offerte d'acqua sul linga. Sulla parete di fondo del santuario c'è un bassorilievo quadrato Somaskanda di Shiva, Parvati e il neonato Skanda in grembo a Parvati. Altri due pannelli Somaskanda sono sulle pareti della sala ardha-mandapa.
Più avanti, di fronte al tempio nella grotta, nella sabbia, c'è un linga alto e levigato. Questo non fa parte del tempio rupestre ed è probabilmente l'unico resto di un tempio indipendente. Di fronte al linga c'è un masso con un rilievo di roccia Shakti di 0,9 x 1,6 metri della leggenda di Mahishasuramardini Durga. Il pannello, diverso dagli altri trovati in molti dei monumenti, raffigura la dea sul suo leone che insegue un esercito di demoni guidato da Mahishasura.
Il tempio contiene un'iscrizione sanscrita di 16 righe identica ma scritta in due caratteri diversi: l'alfabeto Grantha dell'India meridionale sulla parete sud e l'alfabeto Nāgarī dell'India settentrionale su quella nord. Le iscrizioni contengono una dedica a Shiva, Parvati e Skanda, e il tempio e i rilievi sono stati datati all'inizio dell'VIII secolo.

#### Adivaraha
Il tempio rupestre di Adivaraha, noto anche come tempio di Maha Varaha Vishnu, è ancora in uso. È noto per le sculture relative alle leggende indù su Varaha (Vaishnavismo), Durga (Shaktismo), Gangadhara (Sciaivismo), Harihara (fusione Vaishnavismo- Sciaivismo ) e Gajalakshmi (Vaishnavismo). Il tempio si trova all'estremità settentrionale della collina principale di Mamallapuram, sul lato occidentale. Simile al Varaha mandapa, entrambi sono stati datati all'era Narasimha Varman I del VII secolo. Sebbene abbia iscrizioni successive che consacrano il tempio, il suo stile suggerisce che sia stato costruito in precedenza. La famosa iscrizione avatara trovata in questo tempio, che pone un fiore sul Buddha come nono avatara di Vishnu, è datata alla metà del VII secolo.
Sebbene i pannelli mandapa Adivaraha delle leggende Gajalakshmi e Durga Mahishamardini hanno la stessa (o simile) qualità dei templi Varaha, i pannelli Vamana-Trivikrama sono assenti da Adivaraha. Il lato nord ha una scultura di Vishnu in piedi con due devoti, e il lato sud un Harihara in piedi (metà Vishnu, metà Shiva). La scultura Vishnu condivide il lato Gajalakshmi e Harihara condivide il lato Durga. Il santuario principale del tempio ha un bassorilievo in stucco di Varaha che un tempo era dipinto. Altri rilievi nel tempio includono Adisesha, Shiva Gangadhara e Brahma e un tribhanga. La facciata ha quattro pilastri vyala e due pilastri su un lato della sala principale, oblunga, della comunità. All'interno ci sono due pilastri laterali e il tempio ha un sancta sanctorum. Ha iscrizioni in tamil, sanscrito e telugu.

#### Mahishasuramardini
La grotta Mahishasuramardini, nota anche come Mahishamardini mandapa, si trova all'estremità meridionale del sito (conosciuta localmente come Yamapuri). Scavata sulla scarpata orientale di un masso sulla collina principale di Mamallapuram, sopra di essa ci sono le rovine del tempio di Olakkannesvara. Secondo Ramaswami, il tempio è incompiuto, ma ciò che è stato scolpito rappresenta il massimo dell'arte rupestre del tempio Tamil. La grotta ha molti pannelli e la loro narrazione segue il Markandeya Purana.
La parte anteriore della mandapa oblunga è definita da quattro pilastri e due lesene. Uno dei suoi pilastri originali è stato spostato nel vicino tempio di Adivaraha ed è stato sostituito con un pilastro incongruo e semplice. Porzioni di un altro pilastro sono danneggiate. Nell'architettura dei pilastri ci sono i leoni invece dei vyala trovati in altri templi rupestri di Mamallapuram, coerentemente con il suo tema Durga. In modo univoco, l'opera d'arte interna del tempio è stata completata prima dei dettagli della facciata, del soffitto o del pavimento. Il suo pilastro e lesene meridionali sono gli unici che sono stati finiti. Il tempio è un esempio di costruzione parallela da parte di più artigiani.
Il mandapa ha tre celle sacrali collegate a una sala centrale trapezoidale. Il livello del pavimento dei santuari laterali è di circa 30 cm più alto del santuario centrale. In quest'ultimo c'è un grande rilievo rupestre di Somaskanda, con Shiva seduto in una posizione yoga Sukhasana (a gambe incrociate) e Parvati accanto a lui con il neonato Skanda. Dietro di loro ci sono Brahma in piedi, Vishnu e Surya.
Sulla parete settentrionale della sala del tempio si trova il rilievo rupestre della leggenda di Mahishasuramardini, uno dei più intricati intagli dei monumenti di Mamallapuram. Sulla parete meridionale della sala c'è una scultura della narrazione di Anantasayi Vishnu con Madhu e Kaitabha. Entrambi i disegni sono simmetrici.

#### Panchapandava mandapa
Appena a sud del bassorilievo della Penitenza di Arjuna si trova il Panchapandava mandapa, il più grande tempio rupestre (incompiuto) scavato a Mamallapuram. Ha sei pilastri, di cui uno restaurato, e due lesene come facciata. Un'altra fila di pilastri segue nell'ardhamandapa, e anche le profonde sale laterali, in gran parte incompiute, contengono pilastri. Testimonianze di lavori in corso suggeriscono che la grotta fosse destinata ad avere un percorso pedonale e grandi rilievi murari.

#### Altrimandapa
Il sito di Mamallapuram comprende una serie di altri templi rupestri incompiuti. Tra questi ci sono il tempio Trimurti, dedicato a Brahma, Shiva e Vishnu, il Panchapandava mandapa, chiamato così per i personaggi del Mahabharata, Pulipudar e i templi rupestri adiacenti vicino al serbatoio Konerippallam e la Grotta della Tigre, nota anche come Yali mandapa, dedicata a Lakshmi (la dea della prosperità, un aspetto di Durga).

### Templi strutturali
I templi strutturali (autoportanti) di Mamallapuram sono stati costruiti con pietre tagliate come blocchi da costruzione, piuttosto che scolpiti nella roccia (templi rupestri) o fuori dalla roccia (templi ratha). Gli esempi sopravvissuti, in numero inferiore e che rappresentano una fase, uno stile e una raffinatezza diversi rispetto agli altri monumenti, sono alcuni dei migliori esempi dell'architettura dei templi indù tamil del primo medioevo. Questi templi (come altri monumenti di Mamallapuram) erano dedicati a Shiva, Vishnu e Durga, sebbene sia sopravvissuta una maggiore iconografia di Shiva.

#### Tempio della spiaggia

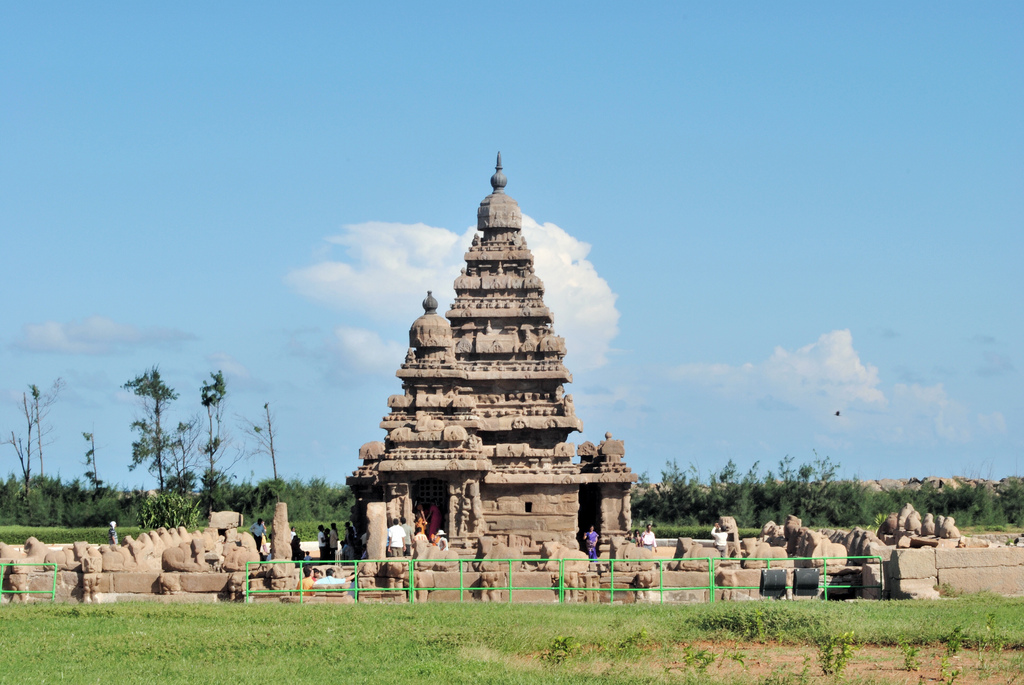
Complesso del Tempio della spiaggia

Il complesso del Tempio della spiaggia si trova vicino alla costa di Mamallapuram, da cui il nome moderno. Consiste in un grande tempio, due templi più piccoli e molti santuari minori, sale aperte, porte e altri elementi, molti dei quali sono sepolti dalla sabbia. Il tempio principale si trova all'interno di un muro composto a due livelli con statue del vahana (veicolo) di Shiva, Nandi, che lo circondano. Il tempio è alto 18 metri e ha una pianta di 4,6 m2. È una torre piramidale a gradoni, disposta su cinque livelli con l'iconografia di Shiva. Il tempio comprende un percorso intorno al suo santuario principale e un grande tetto con volta a botte sopra la porta. Lesene sul muro esterno lo dividono in campate. Il tempio è più ripido e più alto dell'Arjuna e del Dharmaraja ratha, con un design simile in cui la sovrastruttura ripete il livello inferiore in una forma quadrata che si restringe. In cima ha uno shikhara ottagonale e kalasa-(pot) a forma di pinnacolo.
C'è un piccolo tempio nel piazzale originale del tempio più grande. Gli altri due templi del complesso si trovano dietro il tempio principale, uno di fronte all'altro e sono conosciuti come il Rajasimhesvara (o Nripatisimha Pallava Vishnugriha) e il Kshatriyasimhesvara. Il santuario principale ha immagini di Vishnu e Durga. Le pareti posteriori del tempio sono scolpite con pannelli in bassorilievo Somaskanda raffiguranti Shiva, Parvati e il neonato Skanda.
La maggior parte delle sue sculture Nandi erano in rovina e sparse intorno al complesso del tempio principale. Gli sforzi di restauro del XX secolo le hanno sostituite secondo le iscrizioni, le descrizioni del tempio nei testi medievali e gli scavi di strati che hanno confermato che i tori Nandi erano seduti lungo la sua periferia.
I templi di Shiva sono stati datati all'inizio dell'VIII secolo e sono attribuiti al regno del re Pallava Rajasimha (700-728). Il tempio di Vishnu, con l'immagine di un Vishnu disteso, scoperto dopo gli scavi, è stato datato al VII secolo.

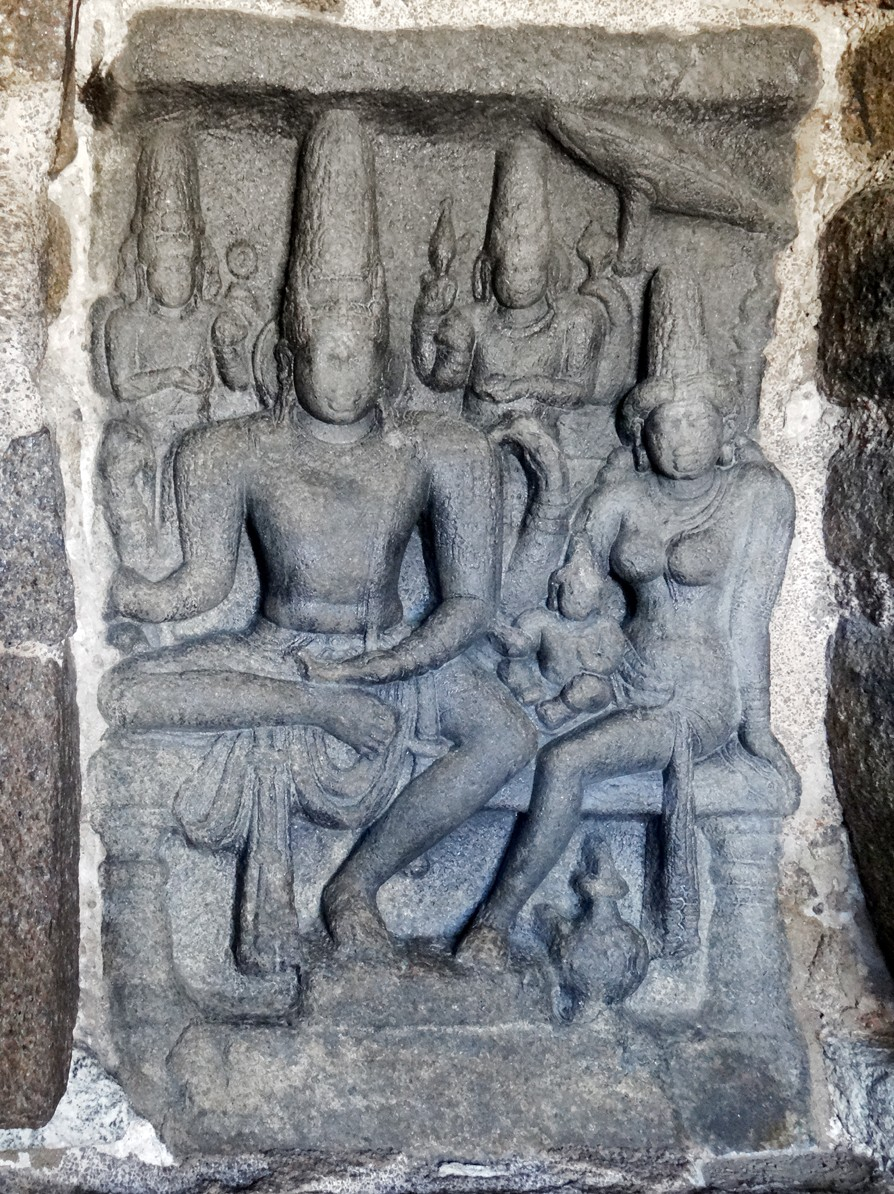
Bassorilievo della famiglia di Shiva, pannello Somaskanda
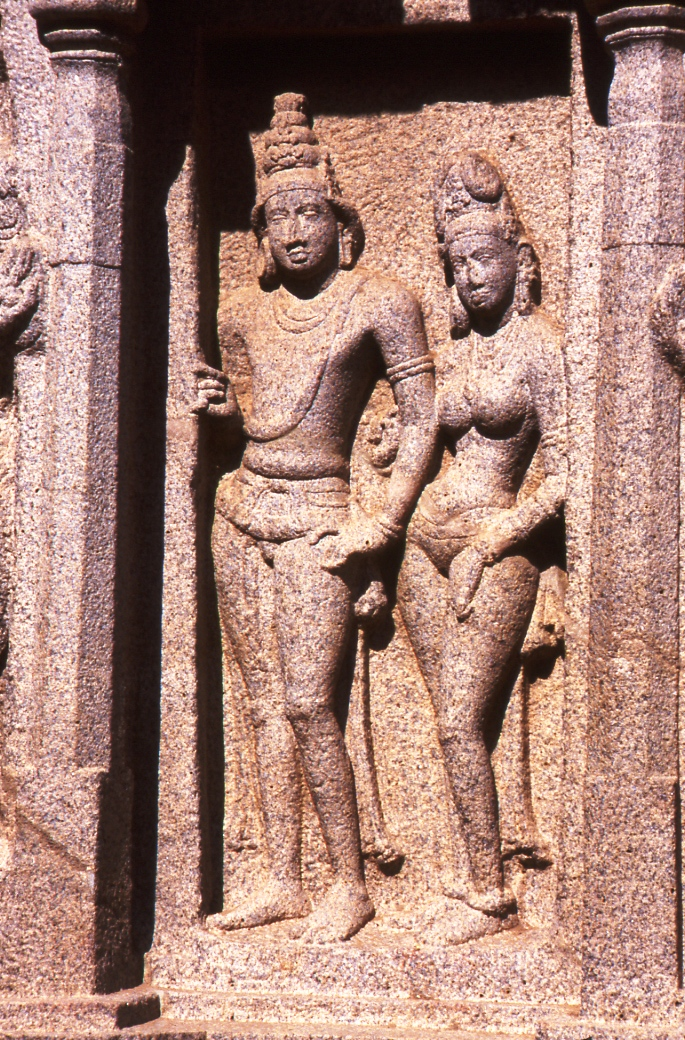
Uomo e donna, in piedi, rilievo di una coppia
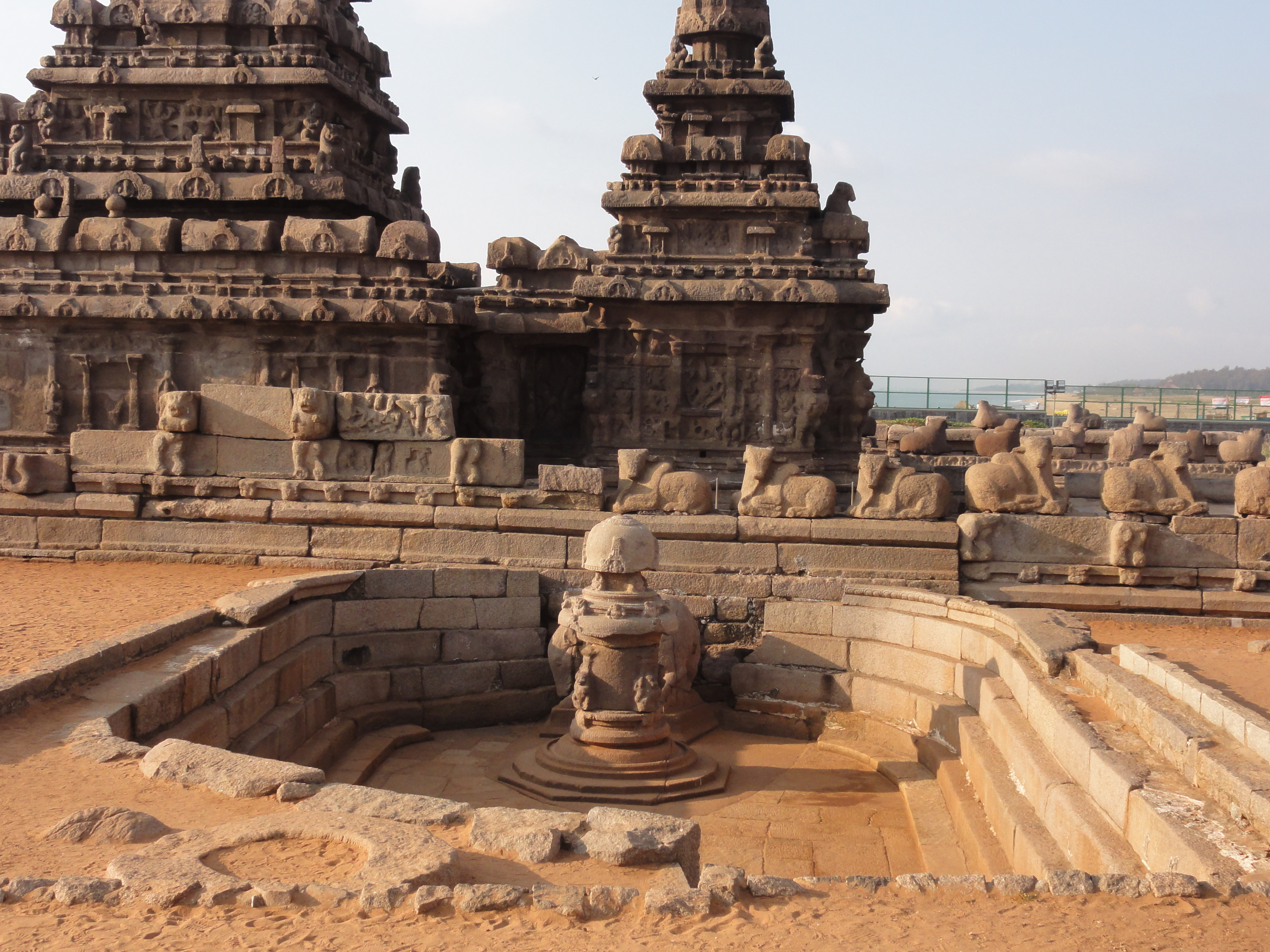
Due templi, piscina secca e sculture di bestiame, Tank, Nandi e due templi sopravvissuti
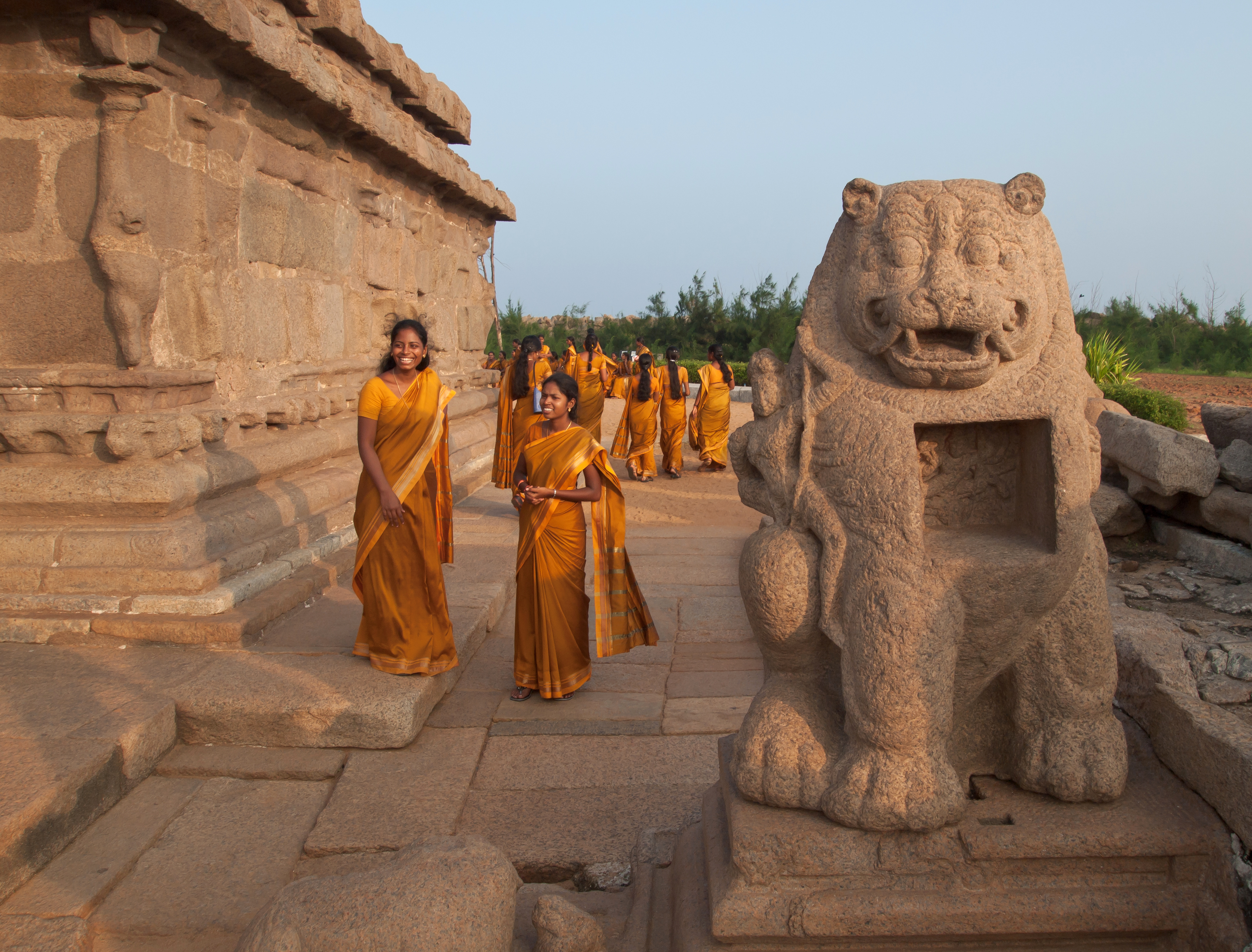
Fantastica scultura di leone - Durga scolpita nel pannello quadrato

#### Tempio di Olakkanesvara
Il tempio di Olakkanesvara è arroccato sulla roccia sopra il tempio rupestre di Mahishamardini. È anche conosciuto come "antico faro" a causa della sua conversione da parte di funzionari britannici. Il tempio, costruito all'inizio dell'VIII secolo in granito grigio tagliato in blocchi, è attribuito al re Rajasimha. È gravemente danneggiato e manca la sua sovrastruttura; ciò che rimane è un edificio quadrato con il suo ingresso ovest fiancheggiato da dvarapala. Le pareti del tempio raffigurano la leggenda Ravananugraha del Ramayana e un rilievo di Dakshinamurti (Shiva come insegnante di yoga). Il suo nome è moderno, basato sull'"olio" che veniva bruciato dai residenti locali per mantenere accesa la fiamma del tempio.

#### Tempio Mukundanayanar
Il tempio Mukundanayanar ha un'architettura simile a un ratha. Sito a nord della collina principale di Mamallapuram, è stato datato all'inizio dell'VIII secolo e attribuito al re Rajasimha. Il tempio, di semplice pianta quadrata, è orientato ad est e la sua facciata è sorretta da due snelli pilastri scanalati e tondi. Il suo santuario è circondato da mura di granito e le sue pareti esterne sono articolate in colonne e lesene. Gli artigiani hanno modellato il tetto per farlo assomigliare al legno e gli angoli hanno kuta (padiglioni) quadrati e a cupola. La sovrastruttura è a gradini quadrati, sormontata da una cupola ottagonale. L'interno della sovrastruttura è tagliato per creare uno shikhara sopra il garbhagriha. Nel santuario c'è un pannello quadrato ma manca l'immagine.

### Rilievi rupestri
I rilievi sono scolpiti su rocce o massi. Questi includono il muro del mandapa Krishna, dove è stata aggiunta una sovrastruttura davanti al rilievo. Il rilievo roccioso più noto di Mahablipuram è la Discesa del Gange (noto anche come Penitenza di Arjuna o Penitenza di Bhagiratha), il più grande rilievo roccioso a cielo aperto.

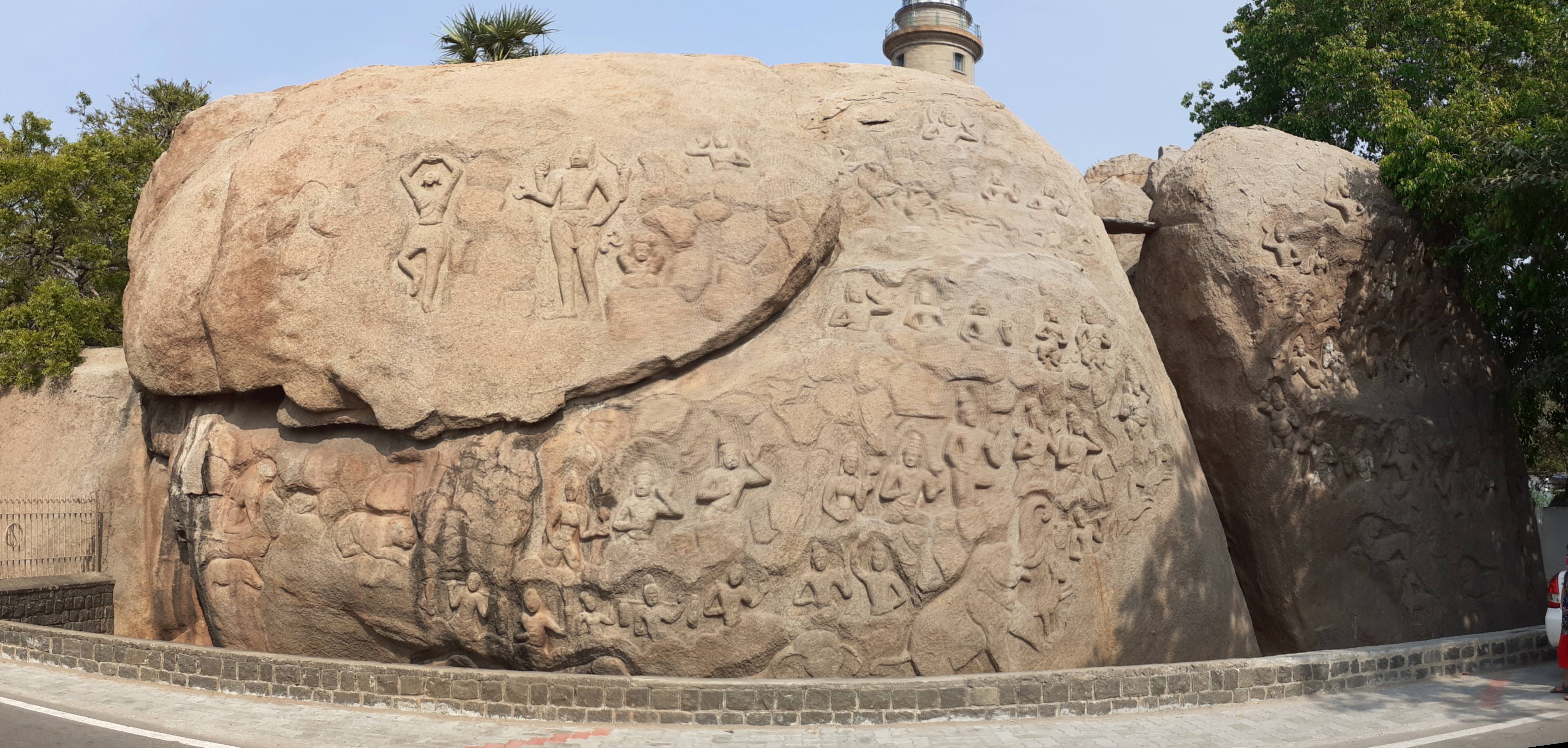
Immagine della Discesa del Gange

La Discesa del Gange è considerata una delle più grandi opere di bassorilievo al mondo. Il rilievo, costituito dalla mitologia indù, è scolpito su due massi di 27 x 9 metri.
Ci sono due interpretazioni principali: lo sforzo necessario per portare il Gange dai cieli sulla terra, e la leggenda di Kirātārjunīya e il capitolo del Mahabharata sugli sforzi di Arjuna per ottenere l'arma di cui aveva bisogno per aiutare il bene a trionfare sul male. Una parte del pannello mostra l'aiuto che ha ricevuto da Shiva per sconfiggere gli Asura. Nel pannello sono inclusi Vishnu, Shiva, altri dei e dee, saggi, esseri umani, animali, rettili e uccelli.
Secondo un'altra interpretazione, un asceta Bhagiratha sta pregando affinché il Gange sia portato sulla terra. Shiva riceve il fiume, verso il quale tutta la vita corre in pace. Questa teoria non è stata universalmente accettata perché i personaggi centrali mancano o sono incoerenti con le loro leggende. L'assenza di un cinghiale dall'intera tavola fa dubitare che si tratti di un'unica storia, sebbene siano affermate scene della penitenza di Arjuna e della discesa del Gange. I rilievi in granito, dell'inizio o della metà del VII secolo, sono considerati da The Hindu come "una delle meraviglie dell'arte scultorea dell'India".

### Altri monumenti rupestri

#### Roccia Palla di burro

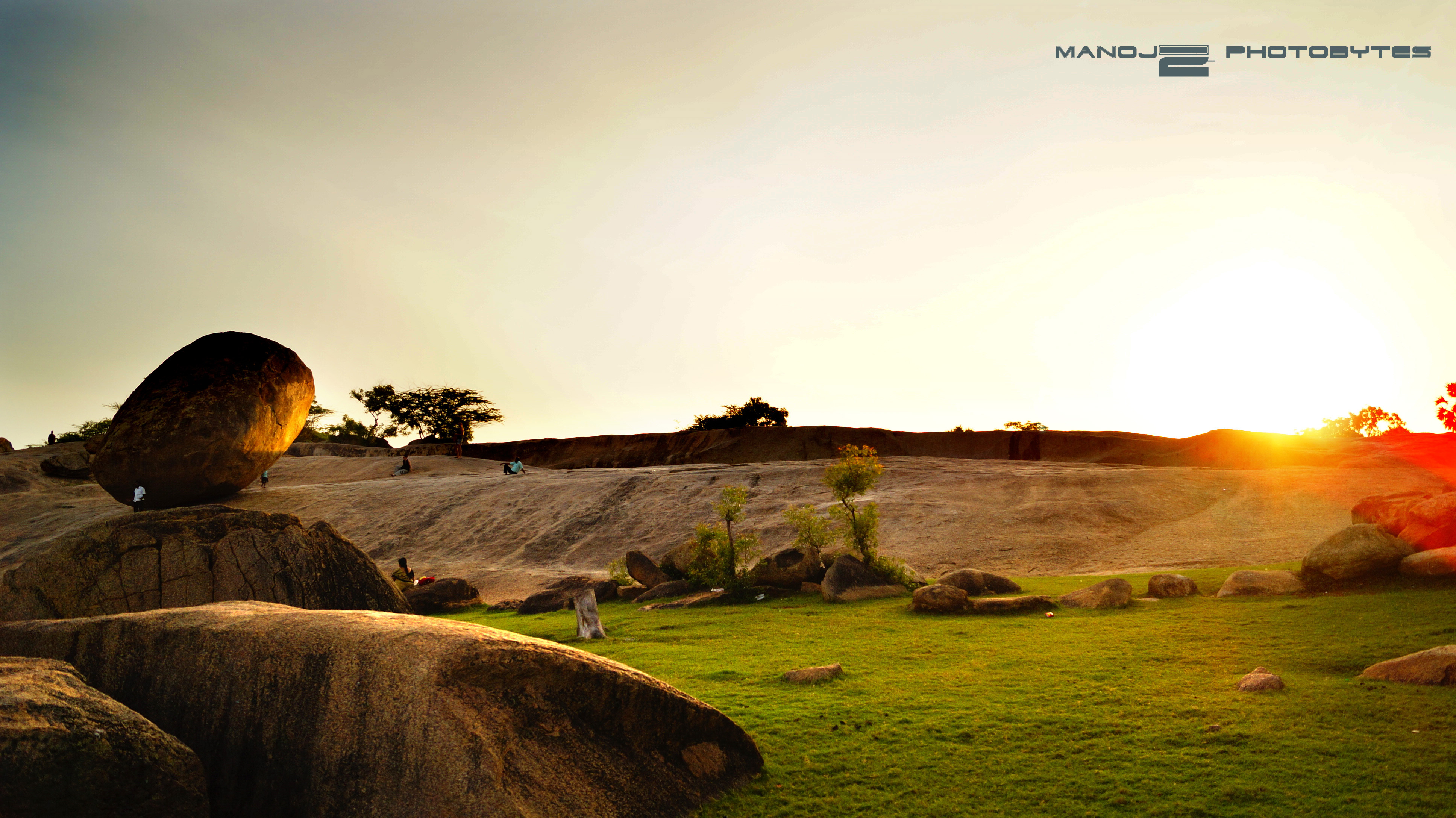
Palla di burro di Krishna, durante l'alba dorata.

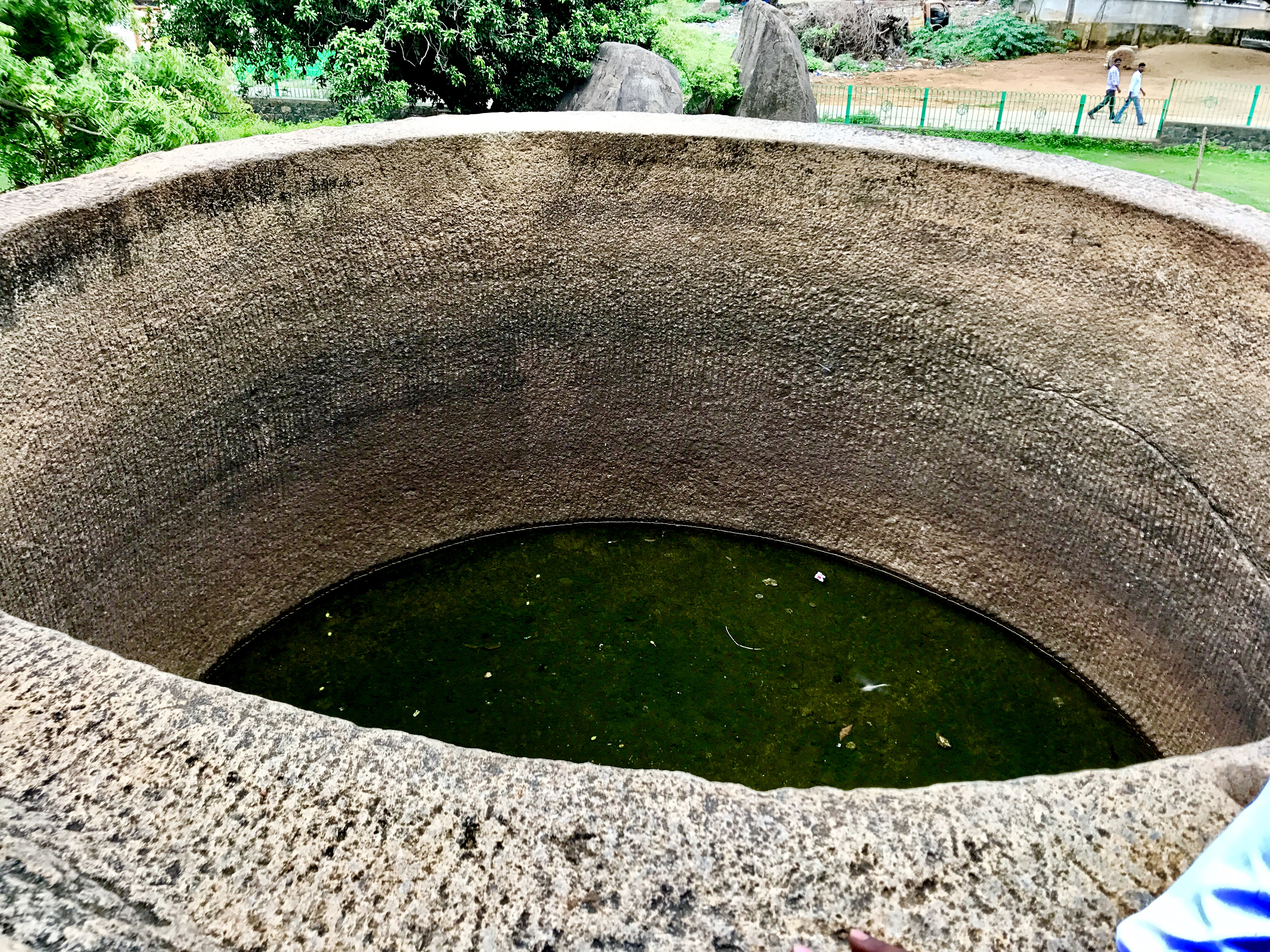
Butter well.

La Palla di burro di Krishna (nota anche come Vaan Irai Kal) e Palla di burro gigante di Krishna) è un gigantesco masso di granito che poggia su un breve pendio nella storica località turistica costiera di Mamallapuram nello stato indiano del Tamil Nadu. A causa di una illusione ottica sembra poggiare a malapena sul plinto roccioso.

#### Butter well
Si trova a 40 metri a nord della Palla di burro di Krishna, scavato in profondità nel basamento roccioso eroso.

## Influenza
L'architettura dei templi scavati nella roccia, in particolare i ratha, divenne un modello per i templi dell'India meridionale. Le caratteristiche architettoniche, in particolare le sculture, furono ampiamente adottate nei templi dell'India meridionale, cambogiani, annamesi e giavanesi. I discendenti degli scultori dei santuari sono artigiani del Mahabalipuram contemporaneo.

## Conservazione
Con circa 40 anni di ritardo, nel 2003, è stato implementato un piano generale per abbellire Mahabalipuram. Il Ministero del Turismo e della Cultura dell'Unione sta finanziando il progetto di Sviluppo Integrato di Mamallapuram multi-crore-rupie. L'area intorno ai monumenti è stata ripulita con recinzioni, prati, vialetti, parchi e la rimozione di venditori ambulanti. Durante uno spettacolo di Son et lumière, i monumenti vengono illuminati di notte. L'Archaeological Survey of India ha sistemato i prati e i sentieri intorno ai monumenti e la Housing and Urban Development Corporation (HUDCO) ha progettato parchi su entrambi i lati delle strade che portano al Tempio della spiaggia e ai Cinque Ratha. È previsto un percorso da dietro il Tempio della spiaggia ai Cinque Ratha e la conservazione di un maggior numero di monumenti.